# Super Mario Bros.
Super Mario Bros. o Super Mario Brothers (スーパーマリオブラザーズ, Sūpā Mario Burazāzu, lit. Súper Germans Mario) és un videojoc de plataformes, dissenyat per Shigeru Miyamoto, llançat el 13 de setembre de 1985 i produït per la companyia Nintendo, per la consola Nintendo Entertainment System (NES). El joc descriu les aventures dels germans Mario i Luigi, personatges que ja van protagonitzar l'arcade Mario Bros. de 1983. En aquesta ocasió tots dos han de rescatar a la Princesa Peach al Regne Xampinyó que va ser segrestada pel rei dels Koopa, en Bowser. A través de vuit mons diferents, els jugadors poden controlar a algun dels dos germans i han d'enfrontar-se finalment després dels nivells corresponents de cada món als monstres de cada castell per rescatar a la Princesa Peach.
Super Mario Bros. va ser el joc que va popularitzar al personatge de Mario, convertint-lo en la icona principal de Nintendo, i un dels personatges més reconeguts dels videojocs, així com el seu germà menor Luigi. A més, es va presentar per primera vegada a la Princesa Peach Toadstool, en Toad, en Bowser, entre d'altres personatges. Aquest joc és considerat el primer videojoc de plataformes de desplaçament lateral de Nintendo i s'ha convertit en una fita a causa de la transcendència del seu disseny i paper en la indústria dels videojocs. El seu llançament va ser el primer gran rècord de vendes posterior a la crisi de la indústria dels videojocs de 1983 (aconseguint més de 10 milions de cartutxs venuts), per la qual cosa va popularitzar, en certa manera, a la consola NES. El 1999 va ser reconegut com un dels videojocs més venuts de tots els temps. Shigeru Miyamoto, el seu creador, relata l'existència de Super Mario Bros. a causa que quan viatjava en un tren li agradava mirar per la finestra, i s'imaginava que estava allí saltant a fora. A causa de la popularitat de Mario, es troba també en altres videojocs com l'original Donkey Kong i Super Smash Bros.
Després del seu èxit comercial, va tenir una seqüela directa, coneguda a fora del Japó com a Super Mario Bros.: The Lost Levels, ja que a occident es va comercialitzar com la seqüela directa una variació d'un altre joc en el qual havia participat Miyamoto, Yume Koujou Doki Doki Panic!, a causa que es va considerar la versió llançada al Japó com a massa difícil. Va tenir també una varietat de versions «alternatives», com All Night Nippon Super Mario Bros., així com adaptacions a arcade, pel·lícules i sèries de televisió.
El 13 de setembre de 2010 es va commemorar el 25è aniversari del joc des de la seva sortida per la Famicom al Japó, així com el 25è aniversari de la franquícia. Al novembre de 2010 la ciutat de Saragossa va dedicar una avinguda al famós llauner.
El març del 2023 el grup de Projecte 'Ce Trencada' va traduir de manera comunitària i no oficial el joc en català.

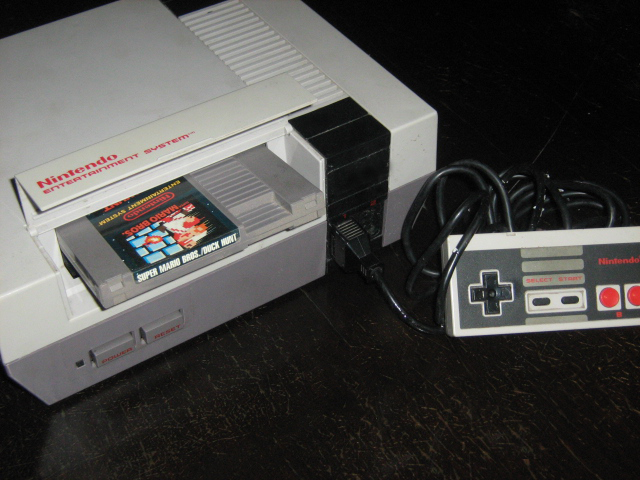
Una consola NES amb el cartutx de Super Mario Bros./Duck Hunt

## Antecedents

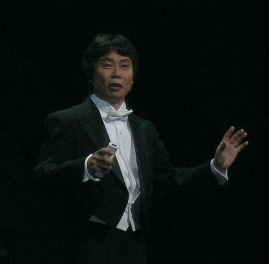
Shigeru Miyamoto.

A finals dels anys 70, l'intent de Nintendo per penetrar amb èxit al mercat de videojocs estatunidenc va fallar després del fracàs de Radar Scope, el 1980. Per aconseguir mantenir la companyia amb opcions al mercat, el seu president, Hiroshi Yamauchi, va decidir fer de Radar Scope quelcom completament nou. Per a això va demanar a Shigeru Miyamoto, un jove dissenyador de la companyia que va començar a treballar-hi des de 1977, que s'encarregués de fer un joc arcade. Ell va acceptar i Yamauchi va encarregar al seu cap d'enginyers, Gunpei Yokoi, que supervisés el projecte.
Mentrestant, Nintendo va tractar d'obtenir la llicència del personatge Popeye, per crear una adaptació virtual. No obstant això, no va poder aconseguir res de les negociacions amb els propietaris dels drets d'aquesta historieta, per la qual cosa l'empresa (basant-se en el mateix esquema) va estimar que podia crear nous personatges que podrien ser usats en futurs jocs. És així com es crea el joc Donkey Kong substituint els papers: Jumpman, Pauline i Donkey Kong, serien els «homenatges» a Popeye, Olivia i Brutus. El videojoc va tenir èxit als Estats Units.
Jumpman passaria a anomenar-se Mario en el videojoc Mario Bros. de 1983 per a les màquines recreatives, i després per a diverses plataformes, com la NES i l'Atari 2600. També és destacable la primera aparició del seu germà Luigi. En aquest joc, en Mario ha de netejar les canonades de les diferents plagues que hi ha, colpejant el terra. Quants més nivells creui en Mario, major serà la dificultat. Aquest seria l'últim joc de Mario en la consola Atari. El 15 de juliol de 1983, Nintendo va estrenar al Japó la consola Famicom, llançant també aquest últim joc, i el 15 de setembre de 1985, llançaria Super Mario Bros.

## Argument
El videojoc tracta de rescatar la Princesa Peach i als seus súbdits en el seu propi regne, el Regne Xampinyó, que ha estat envaït pels Koopa Troopa, una tribu de malvades tortugues que en la invasió van convertir la gent del regne en roques, totxos i, fins i tot, en xampinyons. Llavors, el Rei dels Koopes era el malvat Bowser, qui es va apoderar del tron. Tanmateix, com a resultat d'aquesta invasió dels Koopes i el regnat d'en Bowser, al regne s'hi va produir un gran caos i una desesperació profunda. Tot i això, es diu que l'única filla del Rei del Regne Xampinyó, la princesa Peach, podria desfer el conjur que tenia aplicada la gent del regne i per tant, podria tornar-los a la normalitat. En Bowser, que coneixia de cap a peus el conjur, va raptar la Peach i la va tancar en un dels seus castells. Tot el país va ser coneixedor de la situació del Regne Xampinyó.
La terrible notícia va arribar fins a les orelles d'un humil llauner que es deia Mario, qui era valent i a més, va fer el jurament de rescatar a la princesa i als seus súbdits del malfactor que els tindria empresonats. Al manual del videojoc, es llegeix un text sobre la història del videojoc:
"El malvat Koopa (Bowser), usa màgia negra per a convertir als habitants del Regne Xampinyó en arbres, arbusts i blocs ?. Mario, rescatarà a la Princesa Peach per desfer la màgia que utlilitza Bowser."
Així doncs, comença l'aventura, en el qual hi ha perills de tota mena que poden fer fracassar els propòsits d'en Mario.

## Desenvolupament
Super Mario Bros., el successor de la màquina recreativa Mario Bros. de 1983, va ser dissenyat per Shigeru Miyamoto i Takashi Tezuka, que tots dos pertanyien al Departament Creatiu de Nintendo, i programat en gran manera per Toshihiko Nakago de SRD Company, Ltd. Tot i que originalment no utilitzava cap personatge particular, el procés creatiu molt deliberat del que es convertiria en el seu següent joc va ser motivat per "una gran culminació" dels seus coneixements tècnics de jocs anteriors com ara Excitebike, Devil World, i Kung Fu, per un desig de donar al format de cartutx de ROM "un punt d'exclamació final" a la llum del proper Famicom Disk System com a nou mitjà dominant i continuant el seu llegat del gènere dels videojocs de plataformes. Miyamoto va concloure, "Ens sentíem forts sobre com érem els primers a arribar al gènere [el que hem anomenat "joc atlètic"], i era un objectiu nostre seguir impulsant-lo. Des del llançament de la consola havíem aconseguit molts coneixements i ha arribat el moment en què això fos possible." El joc es va fer en conjunt amb The Legend of Zelda, un altre joc Famicom dirigit i dissenyat per Miyamoto, que es va llançar al Japó cinc mesos després de Super Mario Bros. Com a resultat, es van produir diversos elements de The Legend of Zelda a Super Mario Bros; per exemple, les barres de foc que apareixen als nivells del castell del joc van començar com un objecte no utilitzat de Zelda.
El desenvolupament tenia com a objectiu la simplicitat per tal de disposar d'un nou joc disponible per a la temporada de compres de fi d'any. Van començar amb un prototip en què el jugador simplement mou un quadrat de 16 per 32 píxels al voltant d'una sola pantalla. Tezuka va suggerir l'ús de Mario després de veure les xifres de vendes de Mario Bros., que encara es venia bé durant l'any anterior. L'equip va triar el nom del joc "Super Mario Bros." després de decidir implementar el Super Xampinyó al joc. El joc inicialment utilitzava un concepte en què Mario o Luigi podien entrar en una nau espacial i conduir-lo mentre disparaven contra enemics, però no es va utilitzar; les fases de bonus basades en el cel al final del joc són el que queda d'aquest concepte. Després de l'alliberament de Mario Bros., l'equip havia reflexionat que havia estat una decisió il·lògica del joc per a Mario ferir-se en trepitjar les tortugues, així que van decidir que qualsevol proper joc de Mario es podria "saltar sobre les tortugues tot el que es vulgui." En dissenyar el Rei Koopa, Miyamoto inicialment imaginava el personatge com un bou, inspirant-se en el disseny del personatge Ox King a la pel·lícula Alakazam the Great de Toei Animation. No obstant això, quan Tezuka va veure el disseny de Miyamoto per al personatge, va assenyalar que semblava més similar al d'una tortuga, demanant als dos que treballin en la definició del disseny del personatge fins a arribar a la seva aparença final.
El desenvolupament de Super Mario Bros. és un primer exemple de l'especialització a la indústria dels videojocs, que és possible i necessari per part de Famicom en fer funcionar maquinari semblant a les màquines recreatives. Miyamoto va dissenyar el món del joc i va dirigir un equip de set programadors i artistes que van convertir les seves idees en codi, sprites, música i efectes de so. Els desenvolupadors de jocs d'èxit anteriors es van unir a l'equip, important moltes tècniques de programació especials, funcions i perfeccionaments de disseny com ara: "pistes, ascensors, cintes transportadores i escales de Donkey Kong; les cordes, troncs i molles de Donkey Kong Jr.; i els atacs enemics, moviment enemic, plataformes congelades i blocs POW de Mario Bros.".
L'equip va basar el disseny de nivell al voltant d'un petit Mario, amb la intenció de fer més gran la seva mida a la versió final. Aleshores van decidir que seria divertit deixar en Mario canviar de mida mitjançant un power-up. El disseny de nivell inicial es va centrar a ensenyar als jugadors que els bolets eren diferents dels Goombas i seria beneficiós, així com el primer nivell del joc, el primer bolet és difícil d'evitar si s'allibera. L'ús dels bolets per canviar de mida va ser influenciat pels contes populars japonesos en què les persones vagabunden als boscos i mengen bolets màgics; això també va donar lloc al nom del món del joc anomenat "Regne Xampinyó". L'equip també va triar deliberadament que Mario no comencés els nivells de Super Mario per tal d'obtenir un bolet més gratificant per al jugador. Miyamoto va explicar: "Quan vam fer el prototip del gran Mario, no sentíem que era prou gran. Aleshores, se'ns va ocórrer la idea de mostrar al petit Mario primer, que es podria fer més gran durant el joc; els jugadors van veure i sentir que era més gran." Un rumor derivat d'una revista japonesa va afirmar que els desenvolupadors van tenir la idea d'incloure un petit Mario després que un error al joc fes que només aparegués la meitat superior del cos, però Miyamoto no va respondre a aquesta afirmació. Miyamoto va dir que el truc de 1-up inicial va ser dissenyat intencionadament i provat amb cura, però "la gent va resultar ser molt millor per eliminar els trucs fins al final, a diferència del que ens pensàvem". Altres funcions, com ara blocs que contenen diverses monedes, es van inspirar en la programació d'errors.
Super Mario Bros. va ser desenvolupat per a un cartutx de 256 kilobits. A causa d'aquesta limitació d'emmagatzematge, els dissenyadors van considerar de bon grat que la seva cerca agressiva d'oportunitats d'estalvi d'espai s'assemblés a la seva pròpia competició d'espectacles de jocs de televisió. Per exemple, els núvols i els arbustos en el fons del joc utilitzen el mateix sprite recuperat. Els efectes sonors també es van reciclar; el so quan Mario està danyat és el mateix que quan entra a una canonada i Mario saltant sobre un enemic és el mateix so que cada cop quan neda. Després de completar el joc, l'equip de desenvolupament va decidir que haurien d'introduir els jugadors amb un enemic senzill i fàcil de derrotar en lloc de començar el joc amb Koopa Troopas. Arribats a aquest punt, el projecte gairebé s'havia quedat sense memòria, de manera que els dissenyadors van crear Goombas fent una sola imatge estàtica i capgirar-la cap endavant per estalviar espai mentre creaven una convincent animació de personatges. Després d'afegir la música del joc, es van quedar amb uns 20 bytes d'espai de cartutx. Miyamoto va utilitzar aquest espai restant per afegir un sprite d'una corona al joc, que apareix al taulell de vida del jugador com a recompensa per obtenir almenys 10 vides.

### Món 1-1
Durant la tercera generació de consoles de videojocs, els tutorials sobre els videojocs eren rars. En lloc d'això, els jugadors van aprendre com funcionava un videojoc mentre es guiaven pel disseny de nivells. La part d'obertura de Super Mario Bros. per tant, estava dissenyada específicament de manera que els jugadors es veurien obligats a explorar la mecànica del joc per poder avançar. En lloc de confrontar el jugador amb un nou orientament amb obstacles, el primer nivell de Super Mario Bros. estableix la varietat de riscos en el joc a través de repetició, iteració i escalada. En una entrevista amb Eurogamer, Miyamoto va explicar que va crear el "World 1-1" per contenir tot el que un jugador necessita "comprendre gradualment i de manera natural el que fan", de manera que puguin entendre ràpidament el funcionament del joc. Segons Miyamoto, un cop el jugador entengui la mecànica del joc, el jugador podrà jugar amb més llibertat i es convertirà en el "seu joc."

## Personatges

### Mario

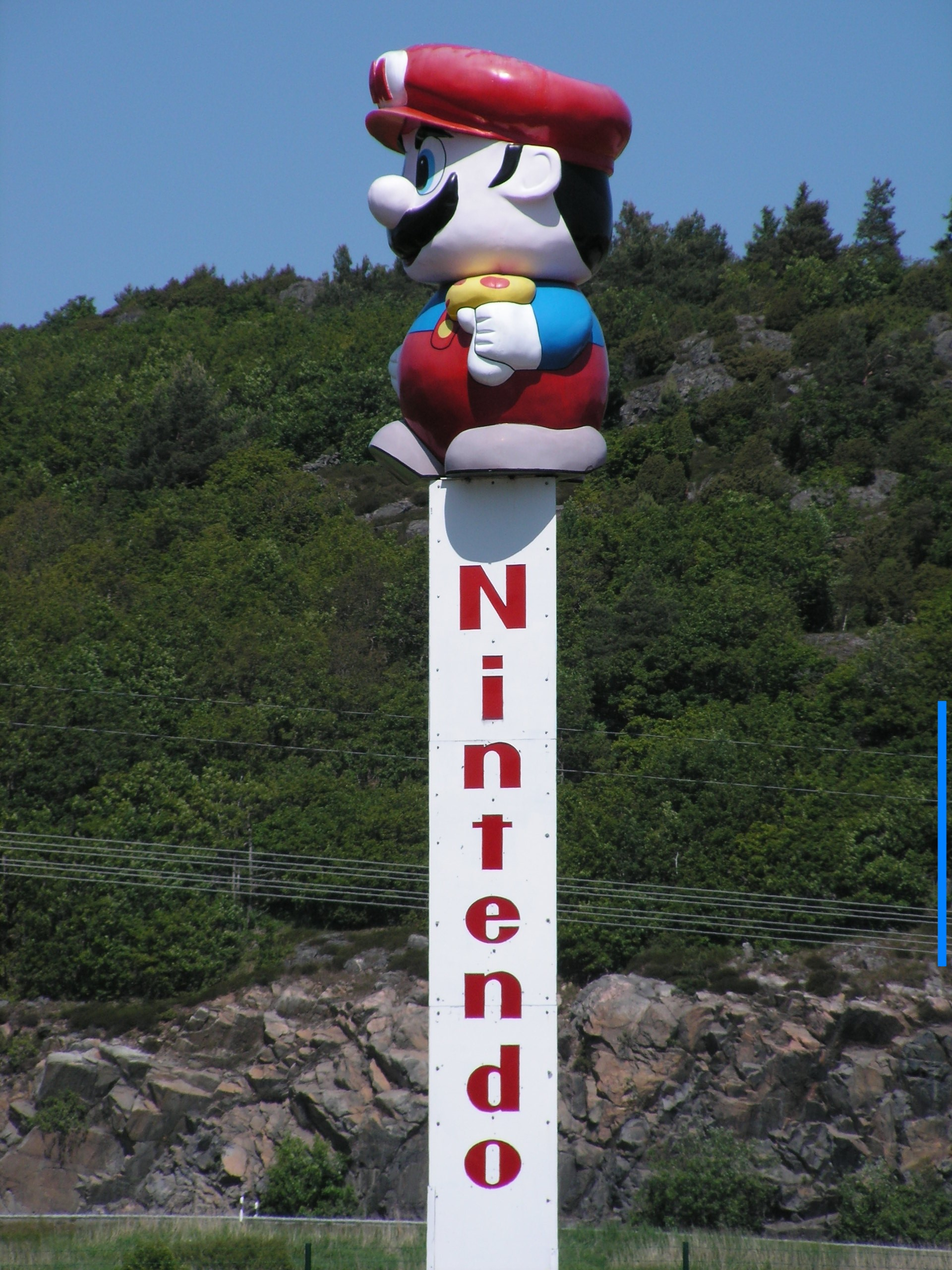
Mario.

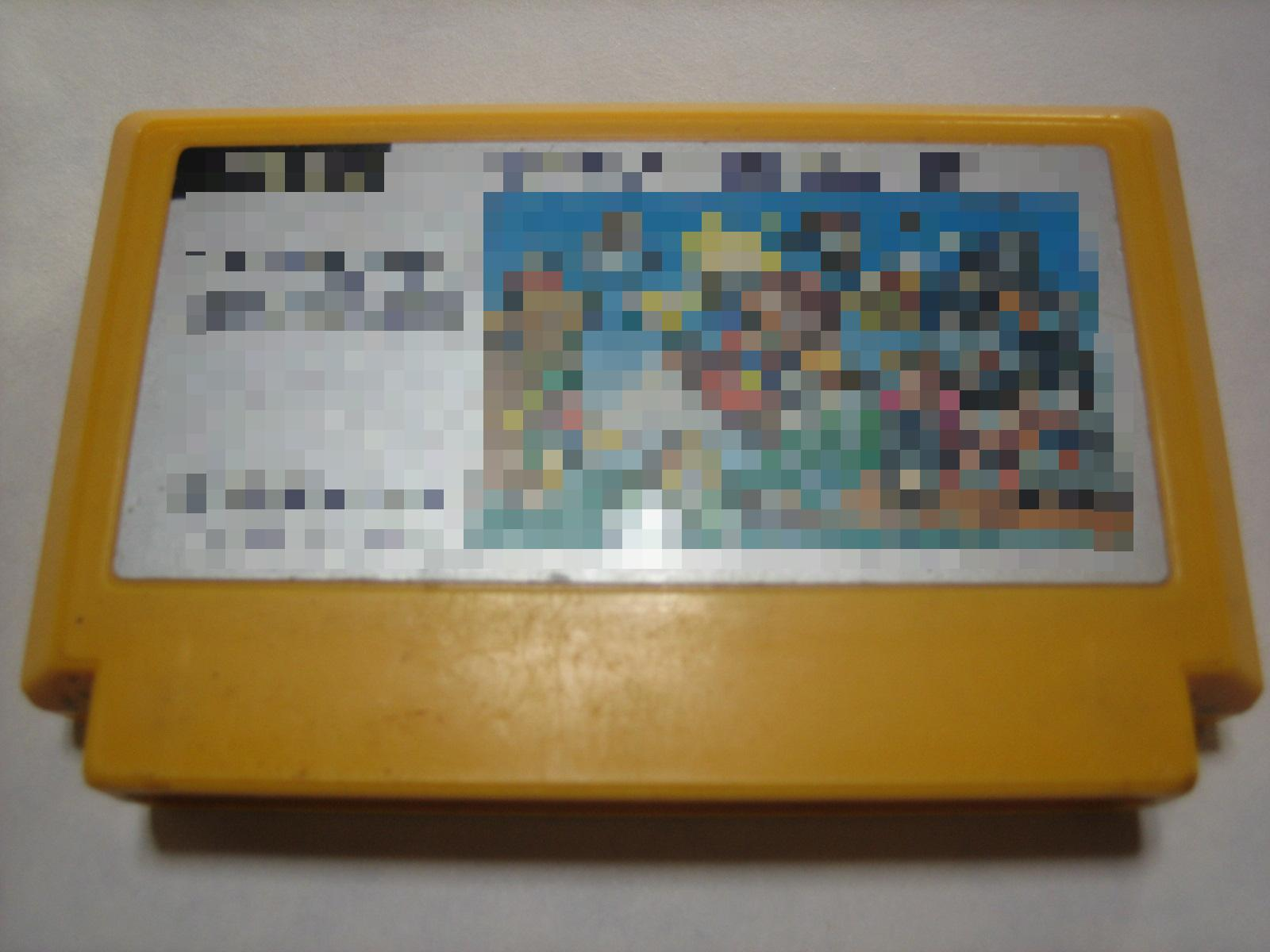
Cartutx Famicon de Super Mario Bros.

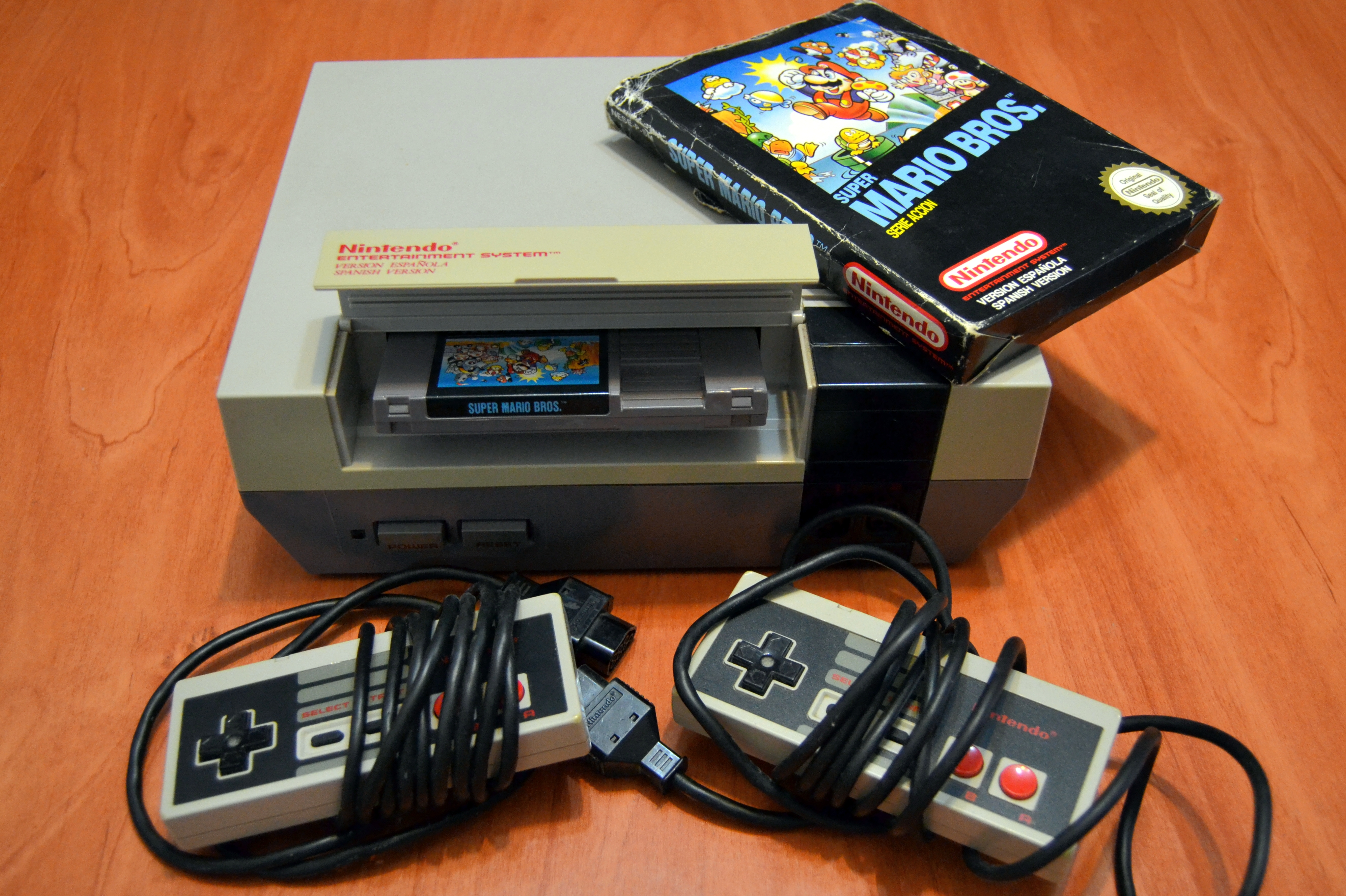
Consola NES amb el cartutx de Super Mario Bros. (versió espanyola)

En Donkey Kong, de 1981, la seva participació va ser sota el nom de «Jumpman», la missió del qual era rescatar a Pauline, la donzella en perill segrestada per un simi anomenat Donkey Kong. Dos anys després, Mario va ser acompanyat pel seu germà Luigi en un altre joc arcade, anomenat Mario Bros., el qual va ser realitzat a manera de spin-off de Jumpman, després de la seva novençana participació on era un llauner. Per a aquesta nova adaptació, Mario havia d'exterminar diverses plagues que sortien per canonades. El seu nou nom va ser inspirat pel llavors propietari de les oficines de la companyia, Mario Segale. D'acord amb l'equip de disseny de Nintendo, Segale i Jumpman tenien característiques físiques molt similars entre si, per la qual cosa va ser a partir de llavors que van reemplaçar l'anterior nom —Jumpman—, pel de Mario.
Davant la tecnologia en desenvolupament amb la qual comptaven durant aquesta generació, els dissenyadors de Mario no podien animar-lo perfectament en cadascun dels seus moviments, en ocasions cometent errors no intencionats com fer desaparèixer alguna de les extremitats del personatge. A causa d'això, van optar per afegir-li certs detalls per solucionar aquests problemes tècnics. Va ser llavors que Mario va començar a comptar amb camisa interior, guants, barret i bigoti de colors sòlids; elements que figurarien en les següents adaptacions, brindant-li un toc distintiu al personatge.
A causa d'això, quan se sent parlar de Super Mario, comunament es relaciona amb el llauner amb bigoti, que vesteix una camisa vermella, pantalons blaus amb tirants i realitza grans salts. Quan agafa un xampinyó es transforma en Super Mario —augmenta de grandària—, quan agafa una flor de foc, en Fire Mario —adquireix la capacitat de llançar boles de foc—, i quan agafa una estrella es torna invencible davant els atacs, però només per un temps limitat.

### Luigi
Luigi, igual que el seu germà Mario, s'encarrega de rescatar a la Princesa Peach. En aquest cas, apareix com a segon personatge, seleccionable per al segon comandament. Posseeix habilitats similars a les de Mario, diferenciant-se en el color del seu vestit: barret i camisa interior verd i mico blanc. Quan adquireix una flor, el seu vestit és igual que el de Fire Mario, però canviant el vermell pel verd.

### Princesa Peach
«La damisela en dificultats», Peach (ピーチ, Pīchi) viu en un gran castell envoltada dels seus fidels servents Toad. Però com a infortuni, és segrestada per en Bowser, però sol·licita l'ajuda de Mario perquè la rescati del seu enemic.
Peach només apareix al final del joc després de derrotar en Bowser. Usa un vestit rosa i una corona sobre el seu cabell pèl-roig, el qual en versions posteriors seria canviat a ros.

### Rei Koopa
Rei Koopa (クッパ大王, Kuppa Daiō, conegut també com a Bowser) és l'arxienemic de la sèrie. Una tortuga antropomorfa més gran que un humà, que envaeix el Regne Xampinyó per apoderar-se'n.
En el joc, el Rei Koopa apareix al final del quart nivell de cada món del joc. En aquestes àrees, Mario o Luigi han de prendre un destral situada darrere del Rei Koopa, amb la qual tallen el pont enviant-lo a la lava; o llançar-li diverses boles de foc (si Bowser mor per les boles de foc, al moment de prendre el destral, aquest ja no tallarà el pont, a causa que Bowser ja va morir per les boles de foc). En les 7 primeres trobades l'atac per boles de foc –una altra manera de vèncer-ho– convertia al Rei Koopa en un enemic menor, donant-se a entendre que el Bowser original era el del vuitè món i els altres set, només súbdits disfressats (el primer és un Goomba disfressat que llança foc, el segon és un Green Koopa Troopa que llança foc, el tercer és un Buzzy Beettle que llança foc, el quart és un Spiny que llança foc –també apareix un Podoboo i una Fire Bar–, el cinquè és un Lakitu que llança foc –també apareix un Podoboo–, el sisè és un Blooper que llança foc i martells –també apareix un Podoboo–, i el setè és un Hammber Bros que llança foc i martells –també apareix un Podoboo–).

### Altres personatges
- Toad (キノピオ, Kinopio): És un habitant i guardià del Regne Xampinyó. Apareix al final dels 7 primers castells, mostrant la coneguda frase: «Gràcies Mario! Però la nostra princesa està a un altre castell.»

- Goomba (クリボー, Kuribō): Els primers enemics a aparèixer. Són uns bolets de color cafè. Se'ls venç en saltar una vegada a sobre, llançar-los boles de foc, amb una estrella, colpejar-los, trencar maons quan caminen per sobre, colpejar blocs quan caminen per sobre, o fer que impactin amb un projectil –usar un Koopa Troopa o un Buzzy Beetle com a projectil–; el que els fa els enemics més fàcils de matar.

- Koopa Troopa (ノコノコ, Nokonoko): Són éssers semblants a tortugues, pertanyents a l'exèrcit Koopa. Com són el més baix rang dels membres de l'exèrcit, només patrullen a peu les seves zones assignades. Poden ser utilitzats com a projectils després de fer que s'amaguin en les seves closques –saltant una vegada perquè s'amaguin, dues per llançar-los–. En el joc apareixen dos tipus de Troopas: els verds (Green Koopa Troopa), que només segueixen un sentit i no el canvien almenys que xoquin amb un obstacle; i els vermells (Red Koopa Troopa), que en arribar a un precipici canvien de sentit (també quan xoquen amb un obstacle). Quan una closca no està en la pantalla, s'esvaeix. També hi ha uns que posseeixen ales (verdes i vermells), però només poden ascendir a una altura determinada –altres que en lloc de volar, simplement salten– coneguts com Paratroopa o Parakoopa (パタパタ, Patapata). Aquests també poden ser utilitzats com a projectils –saltant una vegada perden les seves ales, dues perquè s'amaguin en les seves closques, i tres per llançar-los–. A l'igual com els que no tenen ales, els verds només segueixen un sentit i no el canvien tret que xoquin amb un obstacle, i els vermells que sí el canvien en xocar amb un precipici (també si xoquen amb un obstacle). Ambdues classes (amb ales i sense ales) i tipus (verds i vermells) són vençuts automàticament amb la bola de foc, amb una estrella, colpejar o trencar maons quan caminen per sobre, colpejar blocs quan caminen sobre ells, o fer que impactin amb un projectil –usar a un altre Koopa Troopa o un Buzzy Beetle com a projectil–.

- Lakitu (ジュゲム, Jugemu): També de l'exèrcit Koopa, s'assemblen als Koopa Troopa, amb la diferència que aquests són més petits, usen ulleres i volen sobre un núvol somrient amb línies verdes. La seva característica principal és llançar petites tortugues amb closca de punxes, anomenats Spiny (トゲゾー, Togezō). Es pot vèncer a Lakitu saltant-li a sobre, amb boles de foc o amb una estrella; a diferència dels Spiny, sobre els quals no es pot saltar per tenir punxes, per la qual cosa per matar a un Spiny, cal atacar-li amb una bola de foc, amb una estrella, colpejar o trencar maons quan caminen per sobre, colpejar blocs quan caminen per sobre, o fer que impactin amb un projectil –usar un Koopa Troopa o un Buzzy Beetle com a projectil–.

- Planta Piranya (パックン フラワー, Pakkun Furawā, Piranha Plant en anglès): Enemic que s'assembla a un parany per a mosques i que emergeix de les canonades, i és de color verd. Sol ascendir i descendir periòdicament. Se'ls venç amb boles de foc, amb una estrella, o fer que impactin amb un projectil –usar un Koopa Troopa o un Buzzy Beetle com a projectil–. Quan en Mario o en Luigi es troben al costat de la canonada, aquesta planta no apareix fins que se li allunyin.

- Podoboo (バブル, Baburu): Apareix en les fases de castell. Són boles de foc vivents que salten de la lava periòdicament. Són un obstacle.

- Barra de foc (ファイヤーバー, Faiyābā, Fire Bar en anglès): Apareix en les fases de castell. Són barres giratòries de boles de foc (algunes es troben a dalt i unes altres a baix). Són un obstacle.

- Germans Martell (ハンマーブロス, Hanmā Burosu, Hammer Bros. en anglès'): D'aparença similar als Koopa Troopa, amb la diferència que aquests usen armadures i que aquests no avancen lateralment, sinó que salten i llancen martells; per eliminar-los, cal saltar-los a sobre, atacar-los amb boles de foc o amb una estrella, colpejar o trencar maons quan caminen per sobre, colpejar blocs quan caminen per sobre, o fer que impactin amb un projectil –usar un Koopa Troopa o un Buzzy Beetle com a projectil–.

- Buzzy Beetle (メット, Metto): Criatura groga amb una closca negra. Igual que els Koopa Troopa, també poden ser usats com a projectils saltant-los a sobre després de fer que s'amaguin en les seves closques –saltant una vegada perquè s'amaguin, dues per llançar-los–. Són immunes a les boles de foc, però poden ser derrotats de manera similar als Koopa Troopa: saltant-los a sobre i empenyent-los fent-los caure a un abisme com als verds, perdent-los de la pantalla, amb una estrella, colpejar o trencar maons quan caminen per sobre, colpejar blocs quan caminen per sobre, o fer que impactin amb un projectil –usar un Koopa Troopa o un altre Buzzy Beetle com a projectil– (amb aquests quatre últims se'ls derrota automàticament).

- Bill Bala (キラー, Kirā, Bullet Bill en anglès): Grans míssils de color negre semblants a les bombes Fat Man, que són llançats des dels canons Bill Blasters. Igual que els Buzzy Beetle, són immunes a les boles de foc, però poden ser derrotats saltant-los a sobre, amb una estrella, o fer que impactin amb un projectil –usar un Koopa Troopa o un Buzzy Beetle com a projectil, sempre que estiguin a la mateixa altura–.

- Criatures marines: Durant les fases aquàtiques apareixen una sèrie d'enemics que, igual que els anteriors, amb només el contacte, Mario perd una vida. Aquests són: Blooper (ゲッソー, Gessō, similar a un calamar) i Cheep Cheeps (プクプク, Pukupuku, similar a un peix). Els Blooper i els Cheep Cheeps són derrotats únicament llançant-los boles de foc. No obstant això, els Cheep Cheeps també poden aparèixer en llocs sense aigua i en aquest cas l'única manera de derrotar-los és saltant-los a sobre, llançant-los boles de foc, amb una estrella, o fer que impactin amb un projectil –usar un Koopa Troopa o un Buzzy Beetle com a projectil–. En el joc hi ha dos tipus de Cheep Cheeps: els vermells que apareixen tant en l'aigua com a fora i es mouen amb rapidesa, i els grisos que només apareixen a l'aigua i es mouen amb lentitud.

### Taula de punts
| Nom                      | Descripció                                                                        | Punts obtinguts |
| ------------------------ | --------------------------------------------------------------------------------- | --------------- |
| Goomba                   | Xampinyó                                                                          | 100 PTS         |
| Koopa Troopa Verd        | Tortuga                                                                           | 100 PTS         |
| Koopa Troopa Vermell     | Tortuga                                                                           | 100 PTS         |
| Koopa Paratroopa Verd    | Tortuga voladora                                                                  | 400 PTS         |
| Koopa Paratroopa Vermell | Tortuga voladora                                                                  | 400 PTS         |
| Buzzy Beetle             | Escarabat ignífug                                                                 | 100 PTS         |
| Germans Martell          | Només en veure el jugador, llancen diversos martells                              | 1000 PTS        |
| Planta Piranya           | Plantes mortals                                                                   | 200 PTS         |
| Lakitu                   | Una tortuga que viu sobre un núvol i que llança ous de Punxó                      | 200 PTS         |
| Ou de Punxó              | Ous amb pues llançats pels Lakitu                                                 | 200 PTS         |
| Bill Bala                | Un projectil                                                                      | 200 PTS         |
| Cheep Cheep              | Un peix                                                                           | 200 PTS         |
| Blooper                  | Calamar                                                                           | 200 PTS         |
| Podoboo                  | No es pot destruir aquesta bola de magma que protegeixen els castells d'en Bowser | —               |
| Bowser                   | Una gran criatura que escup foc                                                   | -               |

## Jugabilitat

Mario llança una flor de foc, que permet atacs amb projectils de foc. A l'esquerra de Mario hi ha una estrella de la invencibilitat d'home estrella.

El jugador pren el rol de Mario o, en cas de ser el segon jugador, pressionant «Select» en el comandament de joc, de Luigi. L'objectiu és recórrer el Regne Xampinyó per derrotar les forces del Rei Koopa i salvar la Princesa Peach. Si reben un contacte enemic, es perd una vida, per això, els germans Mario tenen un primer atac que consisteix simplement a saltar sobre l'enemic –pressionant «A» del comandament original–, sent els xampinyons coneguts com Goombas els primers a aparèixer; igualment és possible saltar sobre els Koopa Troopas, i saltant una segona vegada a sobre és possible llançar la seva closca. En caminar aquesta closca, es pot derrotar també als enemics que es troben davant, amb l'inconvenient que si hi ha un obstacle, la closca torna i pot ferir a Mario o Luigi. Si Mario o Luigi agafen un xampinyó augmenten de grandària, i poden ser ferits fins a dues vegades abans de perdre una vida (coneixent-se aquesta transformació com Super Mario/Luigi); i agafant una flor (Mario foc/Luigi foc), obtenen l'habilitat de llançar boles de foc amb un màxim de dos per vegada –pressionant una vegada «B» del control–. Alguns enemics no poden ser derrotats saltant a sobre; aquests només poden ser eliminats amb una closca o amb les boles de foc, o bé en ser tocats per Mario estrella/Luigi estrella.
Mario o Luigi poden ser ferits en tocar a l'enemic. Si l'enemic toca a Super Mario/Luigi o Mario foc/Luigi foc, el personatge torna a la seva petita forma original, però si ja estava en la seva forma original es perd una vida. El punt des d'on inicia Mario després de perdre una vida, depèn de fins a on s'hagi avançat en el recorregut. En cada nivell (excepte al món 8 i als castells) hi ha un punt de control. Si el personatge perd la vida abans de tal punt, torna a iniciar des del principi del nivell, però si la perd passat el punt, inicia des del punt de control. Mario o Luigi poden agafar també una estrella i tornar-se invulnerables per un temps limitat. Mario estrella/Luigi estrella (com se li coneix a la transformació) poden avançar sobre diversos obstacles sense problemes, i al contacte amb l'enemic, aquest últim és derrotat. Però això no succeeix si cau a un precipici, a la lava o si s'acaba el temps, ja que en aquests casos es perdria una vida.

### Nivells
El joc consta de 8 mons amb 4 nivells cadascun –mostrant-se com a nivell 1-1, 1-2, 1-3 1-4, 2-1 i així successivament fins a arribar al 8-4–. Cada nivell és diferent, igual que la seva banda sonora. Hi ha quatre estils diferents de mons: el principal és el del Regne Xampinyó, ple de blocs de maons o bolets gegants, i poden ser tant de dia o de nit; nivells subterranis, als quals s'accedeix a través de canonades; nivells aquàtics, els quals han de ser creuats nedant; i castells, que són tots els quarts nivells. Al final dels nivells 1, 2 o 3 de cada món hi ha un asta blanca amb una bandera verda en la qual Mario o Luigi han de baixar la bandera per poder accedir al següent nivell. Per fer-ho compten amb un límit de temps. De vegades, quan s'arriba a la bandera en un moment determinat, es llancen focs artificials.

L'objectiu és arribar al quart nivell de cada món, és a dir, al castell. Alguns castells són laberints, per la qual cosa Mario o Luigi han de desxifrar el patró correcte per poder avançar, de no ser així, el laberint es repetirà fins a haver trobat el patró correcte. Al final de cada castell, en Mario o en Luigi han d'enfrontar-se en Bowser. Si un d'ells llança cinc canonades de bala sobre ell, es descobreix que en realitat era només una disfressa, i el veritable es troba en un altre lloc. A partir del món 6, el Rei Koopa llança martells i al seu torn foc. Hi ha una altra manera de derrotar-lo: al final del pont on es troba Bowser hi ha una destral, que en tocar-la talla les cordes del pont, fent caure a Bowser en la lava. Després d'això, en Mario o Luigi s'apropa a un guàrdia del regne que diu:
Gràcies Mario [o Luigi]! Però la nostra princesa està a un altre castell.
Si es completa el quart nivell s'accedeix al següent món.

### Objectes

#### Blocs
Durant el joc apareixen diferents objectes que el jugador pot anar agafant per avançar d'una manera més fàcil, o simplement per augmentar la puntuació.
- Els blocs –en els nivells superficials són de color marró mentre que en els subterranis són de color blau–, que poden tenir o no altres objectes ocults a dins, alguns són invisibles fins que es descobreix el lloc en el qual es troben;
- El bloc d'interrogació, que és el primer a observar-se. El contingut de tots dos pot variar, ja que poden contenir:
  - Un item.
  - Una o diverses monedes
  - Una planta creixent (beanstalk), que està oculta en blocs i permet a Mario grimpar-hi al cel, accedir al bonus del nivell i recollir un gran nombre de monedes.

#### Objectes

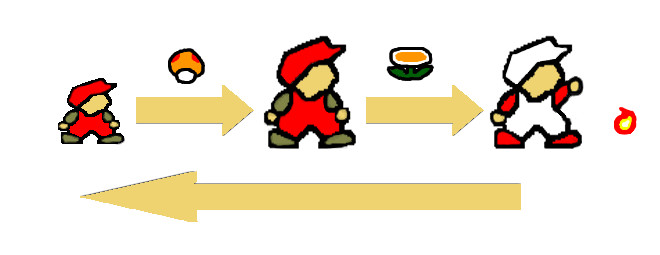
Sistema de power ups de Super Mario Bros.

- Sistema de power ups de Super Mario Bros.Xampinyó vermell, que converteix en Mario/Luigi en Super Mario/Luigi;
- Xampinyó verd, que atorga una vida extra. En la majoria dels casos es troben ocults, surten de blocs que, malgrat estar en els nivells, són invisibles fins que es descobreixen saltant on no sembla haver-hi res, per la qual cosa no s'obtenen en els blocs d'interrogació;[manual 12]

- Flor de foc, que converteix a Mario/Luigi en Mario foc/Luigi foc amb la possibilitat de llançar boles de foc, aquestes només apareixen després que Mario/Luigi ha obtingut un xampinyó, és a dir, no poden aparèixer durant l'etapa inicial de Mario/Luigi;
- Estrella, fa a Mario/Luigi immune a tot (excepte precipicis) però per temps limitat.

#### Monedes
Les monedes ajuden a augmentar la puntuació general. Després de recollir-n'he 100, s'obté una vida extra.

### Puntuació
Com a joc de plataformes, Super Mario presenta un sistema de puntuació, basat en tres mitjans fonamentals:
- Cada nivell té un límit de temps –el qual es redueix a mesura que s'avança als nivells finals– que influeix en la puntuació. Mentre menys es demori en finalitzar un nivell, major serà la puntuació;
- Aconseguint monedes que apareixen en tots els nivells, algunes a simple vista, unes altres dins de blocs o en ingressar en determinats Warp Pipes (canonades transportadores) i fins i tot ocultes.
- Derrotant els enemics que apareixen durant cada nivell. Saltant sobre diversos enemics consecutivament es fa un blego, duplicant així els punts obtinguts normalment i a més una vida extra, encara que també es pot fer un blego saltant sobre una tortuga i caminant-la cap a 8 o més enemics li donen al jugador una vida extra. Però després de 8 enemics derrotats, del novè d'ara endavant dona una vida extra per cada enemic derrotat.

### Warp Pipes

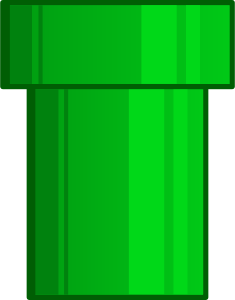
Canonada Warp Pipe

En la majoria dels nivells hi ha una sèrie de canonades que poden complir diverses funcions. D'algunes poden sortir periòdicament plantes piranya, en d'altres poden entrar Mario i Luigi i trobar-se amb seccions de tipus aquàtic o subterrani on poden recol·lectar monedes i altres ítems. També són útils en el sentit que en sortir per una altra canonada, ho fan en una secció més avançada del nivell original, és a dir, funcionen com a dreceres, escurçant d'aquesta forma la distància que s'ha de recórrer. A aquestes canonades se'ls coneix com «Warp Pipes».

#### Warp Zones
Un altre tipus de Warp Pipes especials que els jugadors poden usar es coneixen com «Warp Zones» i serveixen per saltar d'un món a un altre. N'hi ha tres: una està en el nivell 1-2 i és aconseguida caminant per sobre dels blocs del sostre gairebé al final del nivell (en aquesta zona es pot fer el truc per arribar al nivell –1). Aquesta zona permet que el personatge salti als mons 2, 3 o 4, sense haver de passar pels mons anteriors. Les altres dues estan en el nivell 4-2; una s'aconsegueix de manera semblant a la qual està en 1-2 però aquesta permet només l'accés al món 5. L'altra s'aconsegueix a través d'un beanstalk (planta creixent o ram, també en el 4-2), i permet que el jugador surti a continuació als mons 6, 7 o 8.

### Finalització del joc
Quan s'arriba al nivell 8-4, en Mario es troba dins d'un castell, com els primers, en forma de laberint. En passar aquest laberint, es troba novament amb el Rei Koopa, que llança boles de foc i martells. De manera similar a les anteriors, se li venç de les dues formes possibles. Després de derrotar-lo, Mario avança cap al lloc on a les fases anteriors es trobava amb Toad, encara que aquesta vegada apareix la Princesa Peach dient «Thank you Mario [o Luigi]! Your quest is over. We present you a new quest. Push button B to select a world» («Gràcies Mario [o Luigi]! La teva recerca ha acabat. Et presentem una nova recerca. Pressiona B per seleccionar un món»).
Després de guanyar el joc, el jugador té l'opció de reiniciar-lo, però en mode difícil, on tots els Goombas són reemplaçats per Buzzy Beetles (que són com els Koopa Troopa però que no poden ser derrotats amb boles de foc) i tots els enemics augmenten la seva velocitat. A més, els elevadors es redueixen de grandària. Hi ha també un nombre creixent de perills als mons. Per exemple, al món 1-3 apareixen les bales de canó que volen a través de la pantalla, les quals normalment no apareixen fins a més endavant, com al món 5-3.

### Banda sonora

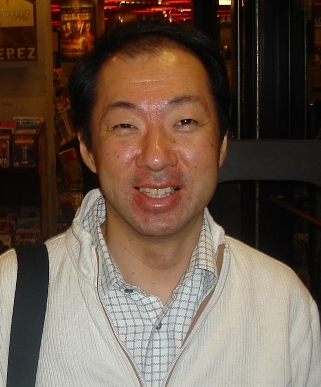
Koji Kondo.

Koji Kondo va escriure l'obra musical per Super Mario Bros. Apareixen quatre melodies diferents durant tot el joc. La primera, Overworld, és la melodia principal i la més coneguda, un latin jazz que es pot escoltar en els nivells regulars (de tipus Regne Xampinyó); Underground, un senzill de jazz minimalista usat en els nivells subterranis –inclosa en diverses versions de Super Mario.–; Underwater, un vals lent usat en els nivells aquàtics –inclosa a Super Mario Bros. 2–; i Fortress, una melodia ràpida usada per als nivells de castell.

### Trucs i bugs
Super Mario Bros. és un joc replet de trucs, gitches i bugs. Alguns s'han utilitzat per superar-lo de manera més senzilla i ràpida, com per exemple en speedruns. Entre aquests es troben els següents:

#### Minus World
El Minus World és un conegut bug, en el qual passant a través del mur del final del nivell 1-2, on està la canonada, s'accedeix al Warp Zone, però de manera que el joc no assimila que és aquesta i en entrar per les canonades a través de les quals normalment accedeixen als mons 2 i 4 (mentre que la canonada del món 3 s'accedeix al món 5), s'accedeix al món -1, conegut com Minus World. En la versió europea i nord-americana, aquest nivell és només com una fase d'aigua més (igual que el nivell 7-2), i en arribar a la canonada final es retorna al principi del nivell. Sense cap dubte, en la versió japonesa en FDS, hi ha fins a tres nivells:
- En el -1, Mario pot nedar en una zona regular (o overworld), trobant-se a més al seu pas amb la princesa, amb el Rei Koopa i altres enemics. Curiosament, al final del nivell hi ha una bandera (com a Super Mario Bros.: The Lost Levels), que és impossible de trobar en un nivell aquàtic sense sortir a l'exterior; és semblant al nivell 1-3.[47]

- El nivell -2 és el més normal, és el típic nivell amb Cheep Cheeps i –excepte algun enemic fora de lloc– no hi ha més incidències curioses com el nivell 7-3.[48]

- El -3 és una barreja de castell i nivell subterrani, ja que el terreny és gairebé completament blau. El personatge es troba amb Bloopers que volen per l'aire (com en Super Mario Bros.: The Lost Levels) i una Planta Piranya, i al final del nivell hi ha un pont sobre la lava (blava també), sense el Rei Koopa. En tocar la meta, Apareix el típic missatge «Gràcies, però la princesa està a un altre castell». Tot seguit, apareix la pantalla del títol del joc, i en començar, el joc comença en la manera difícil com si s'hagués completat però semblant al nivell 4-4.[48]

- També hi ha un nivell addicional (-4) la qual cosa aquest no es pot passar ja que aquest és només un game over i passa a un altre món.

Hi ha fins al nivell -9 però només es pot fer amb hacks.
L'error Minus World de la versió del sistema japonès Famicom Disk es comporta de manera diferent i crea múltiples etapes completables. "World -1" és una versió submarina de World 1-3 amb un nivell subaquàtic de la paleta de color i música a nivell submarí, i conté sprites de la Princesa Toadstool, Bowser, i Hammer Bros. World -2 és una còpia idèntica de World 7-3, i World -3 és una còpia de World 4-4 amb una paleta de colors i música de nivell subterrani i no es produeix un bucle si el jugador segueix el camí equivocat, al contrari del World 4-4 original. Després de completar el nivell, es mostra el missatge habitual de Toad, però en Toad està absent. Després de completar aquests nivells, el joc torna a la pantalla de títol com si s'hagi completat, i ara es pot jugar com si fos en un mode més difícil. Hi ha centenars de nivells d'error més enllà Minus World (256 mons presents, inclosos els 8 jugables), als quals es pot accedir de diverses maneres, com ara amb codis trampa o hackeig de ROM.

#### 99 vides
Al final del nivell 3-1 amb forma Super Mario, al costat de l'escala final hi ha dues Koopas baixant les escales. En saltar sobre el primer i després saltar sobre el segon hauria de romandre la closca en el graó. Des d'aquí, se salta a sobre allunyat del terra perquè reboti contra la paret i així obtenir 1-ups il·limitats.

#### Continue
En la pantalla de «Game Over», en mantenir premut el botó A i després en la pantalla de títol prémer START en «1 jugador / 2 jugadors» es començarà al món que es va perdre la partida.

## Versions alternatives

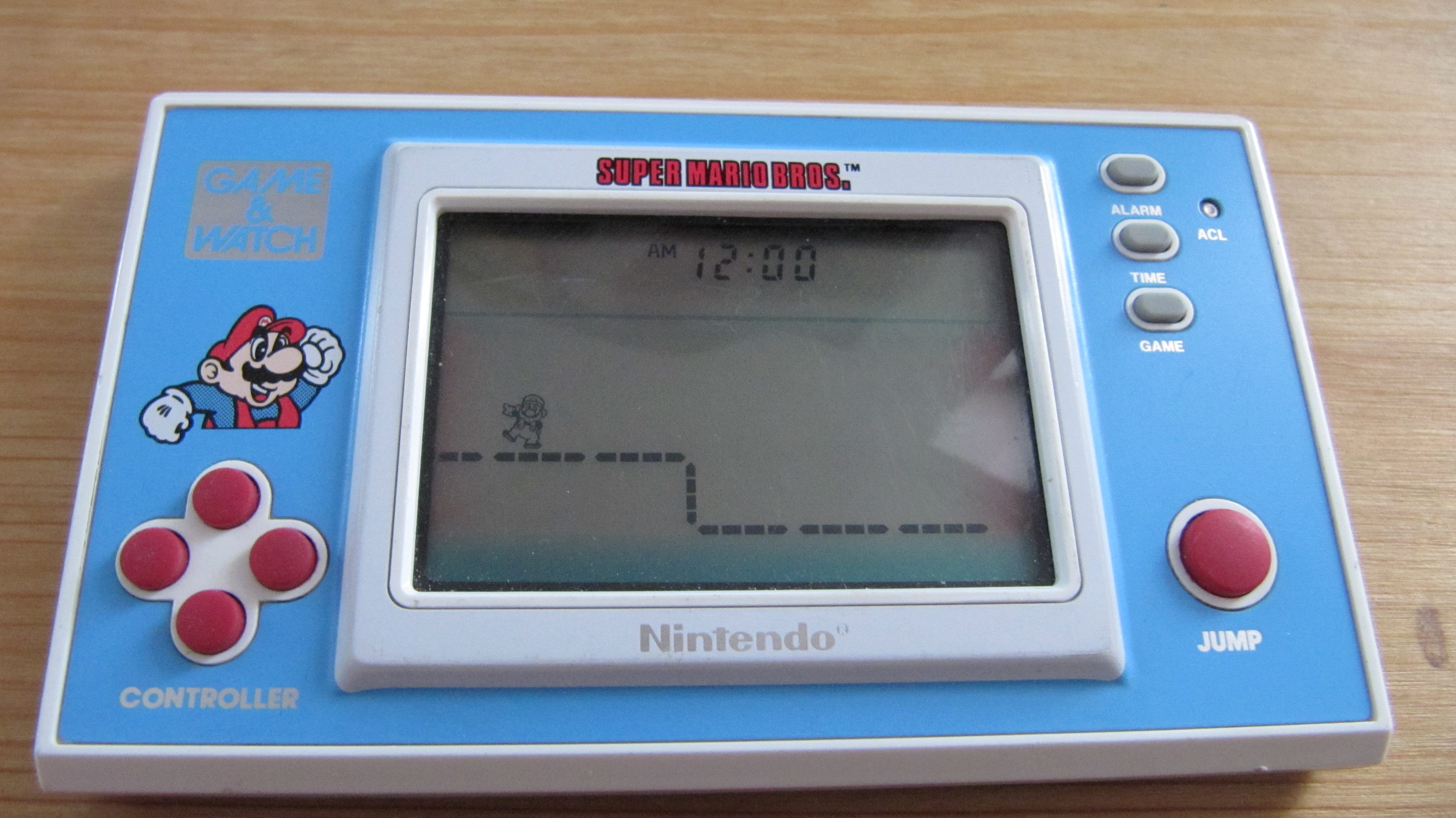
Game & Watch Super Mario Bros

En ser un dels jocs més populars de Nintendo, Super Mario Bros. ha tingut una sèrie de versions alternatives.
Va ser rellançat un any després de la seva versió original. Aquest joc va ser llançat per a la sèrie Game & Watch de Nintendo. El Game & Watch de Super Mario Bros. és un joc totalment diferent, no ofereix cap dels nivells originals del NES. Així mateix, també va ser llançat pel Nintendo Mini Classics, una sèrie de petits jocs portàtils de LCD llicenciats per Nintendo des de 1998. El joc original va sortir dins d'una consola amb forma de Game & Watch de tirada limitada com a celebració dels 35 anys de llançament.
Al Japó, mentrestant, Super Mario Bros. va ser llançat pel Famicom Disk System, disquetera usada com a perifèric del Famicom. Aquesta versió també inclou diversos Minus Worlds.

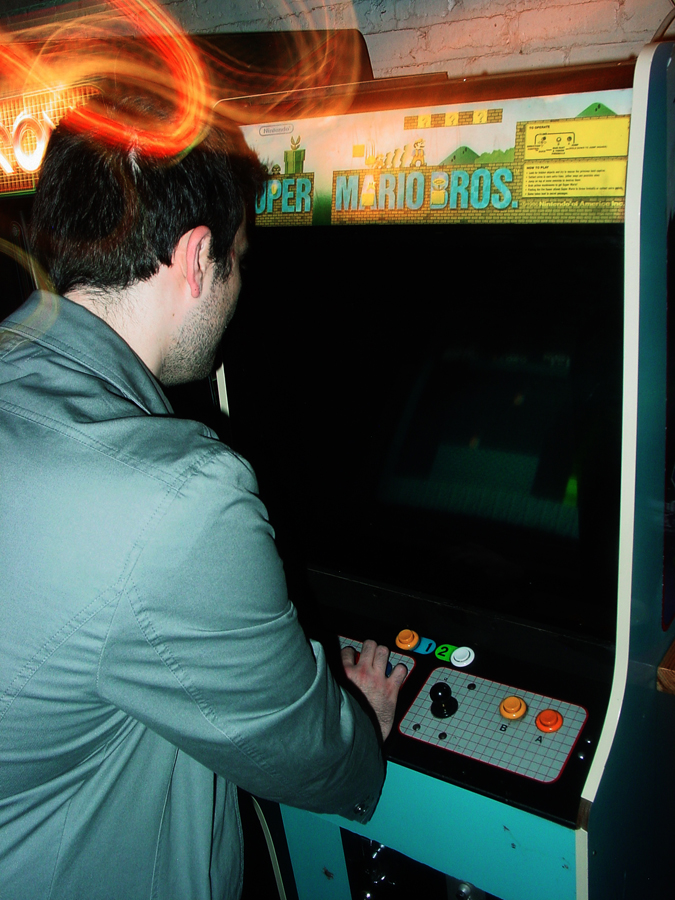
Vs. Super Mario Bros.

### Vs. Super Mario Bros.
Una altra versió alterna, Vs. Super Mario Bros. (originalment anomenada Vs. Mario's Adventure), és un dels tants jocs per a la màquina d'arcade de Nintendo basades en el NES, el Nintendo Vs. Unisystem (i la seva variant, Nintendo Vs. Dualsystem), basat en Super Mario Bros., i té una jugabilitat idèntica. Els escenaris són diferents, no obstant això; els primers no són molt llargs, amb diferències petites com l'omissió dels xampinyons verds o d'altres ítems ocults, però nivells posteriors canvien completament (molts d'aquests més endavant van reaparèixer en el joc Super Mario Bros. 2). Aquests canvis tenen un efecte net en la fabricació de Vs. Super Mario Bros. molt més difícil que el Super Mario Bros.
Com amb molts videojocs d'arcade antics, no és clar quan va ser llançat aquest joc; mentre que les pròpies màquines tenen escrit «1985», la Killer List of Video Games i GameSpot indiquen que va ser llançat el 1986.
La versió de recreatives va sortir per a la Nintendo Switch sota la línia Arcade Archives per part de Hamster Corporation el desembre de 2017 a la Nintendo eShop.

### All Night Nippon Super Mario Bros.
All Night Nippon Super Mario Bros. és una versió no gaire coneguda de Super Mario Bros. amb dissenys basats en un programa de ràdio, anomenat All Night Nippon, que va ser molt popular al Japó el 1986. Va ser llançat per a la consola Famicom Disk System només en aquest país.
És molt diferent en disseny, els enemics van ser alterats per tenir l'aspecte d'alguns personatges locals famosos, com a ídols musicals i DJs, així com altres persones relacionades amb All Night Nippon. Es va reemplaçar també la banda sonora amb música pop japonesa.
Va ser publicat per Fuji TV, la mateixa companyia que va publicar el joc Doki Doki Panic (que va ser llançat com a Super Mario Bros. 2 als Estats Units).

### Super Mario Bros. Special
Super Mario Bros. Special va ser un remake dsenvolupat per Hudson Soft que va sortir al Japó l'any 1986 per als ordinadors personals NEC PC-8801 i Sharp X1. Tot i incloure controls i gràfics similars, la pantalla no fa scroll degut a limitacions de maquinari, té dissenys de nivells diferents i ítems nous, i enemics nous basats en Mario Bros. i Donkey Kong.

### Super Mario All-Stars
El 1993, Nintendo va llançar una compilació per a la consola SNES titulada Super Mario All-Stars. Inclou tots els jocs de Super Mario Bros. llançats en la NES/Famicom. La versió de Super Mario Bros. inclou millores en el so i en els gràfics compatibles amb la SNES (16 bit), incloent també una manera de guardat. Diversos bugs del joc van ser corregits, incloent els Minus Worlds.

### Super Mario Bros. Deluxe
El 1999, Super Mario Bros. va ser llançat en la consola portàtil Game Boy Color, sota el títol Super Mario Bros. Deluxe. Afegeix l'opció multijugador, un mode «Challenge» i un extra desbloquejable. El joc és compatible també amb el Game Boy Printer. No obstant això, el joc no posseeix millores gràfiques. Per compensar la pantalla petita de la consola, els jugadors poden pressionar cap amunt i cap avall per veure sobre i sota el jugador. En pressionar «Select» durant el joc també col·loca al jugador al centre o en l'extrem esquerre de la pantalla de manera que el jugador pugui veure bé. Els jugadors poden alternar-se entre Mario i Luigi pressionant «Select» en la pantalla del mapa. A més, la lava i l'aigua estan «animats» i en Luigi té colors diferents. També es va incloure Lost Levels com un secret en aconseguir 300.000 punts, aquesta versió inclou algunes diferències com l'exclusió dels mons 9, A, B, C i D i l'eliminació de les tempestes de vent.

### Super Mario Bros. 35
Per aprofitar el 35è aniversari de Super Mario Bros., Nintendo va oferir durant un temps limitat per als membres de Nintendo Switch Online Super Mario Bros. 35, un videojoc battle royale de fins a 35 jugadors, de l'1 d'octubre de 2020 a l'1 d'abril de 2021.

## Llançament

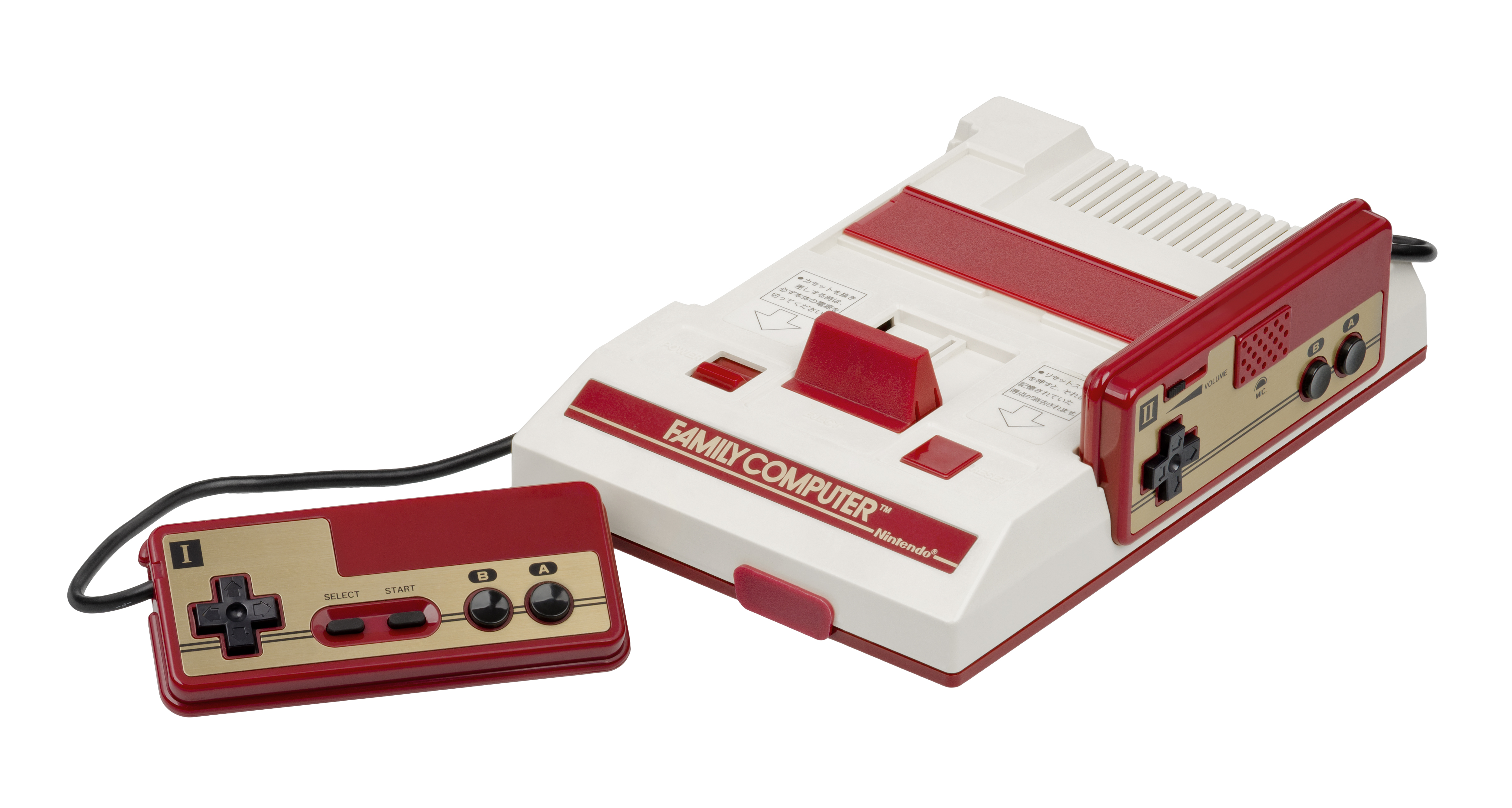
Super Mario Bros. es va llançar al Japó el 13 de setembre de 1985 per a Famicom

Super Mario Bros. es va llançar per primer cop al Japó el 13 de setembre de 1985, per la Family Computer. Va ser llançat més tard aquell any a Amèrica del Nord per la Nintendo Entertainment System (NES). Es desconeix la data exacta de llançament a l'Amèrica del Nord i es debat amb freqüència; tot i que en general es va citar com a alliberat juntament amb la NES a l'octubre de 1985 com a videojoc de llançament, Diverses altres fonts entren en conflicte amb aquesta afirmació, cosa que suggereix que el joc es va poder publicar en altres períodes que van des de novembre de 1985 fins a principis de 1986. El joc es va llançar a Europa dos anys més tard el 15 de maig de 1987 per la NES.
El 1988, el joc es va tornar a estrenar juntament amb el joc tir Duck Hunt com a part d'un sol cartutx de ROM, que es va incloure amb el NES com a joc de paquet, com a part del Action Set de la consola. Aquesta versió del joc és extremadament comú a l'Amèrica del Nord, i hi ha hagut milions de còpies fabricades i venudes als Estats Units. El 1990, un altre cartutx, que revelava els dos jocs així com World Class Track Meet, també es va llançar a Amèrica del Nord com a part del Power Set de la NES. Va ser llançat el 15 de maig de 1987 a Europa i durant aquest any també a Austràlia. El 1988, el joc es va tornar a llançar a Europa en un cartutx que contenia el joc més el Tetris i Nintendo World Cup. La recopilació es va vendre sola o conjuntament amb la versió revisada de la NES.

A principis de 2004, Nintendo va rellançar el joc en la consola Game Boy Advance com a part del Classic NES Series. A diferència d'altres versions, aquesta no conté millora gràfica alguna, mantenint-se fidel a l'original. Super Mario Bros. va ser el joc millor venut en el Game Boy Advance al juny de 2004. El 2005, Nintendo va llançar novament aquest joc pel vintè aniversari com una edició especial, venent aproximadament 876.000 unitats.
Posteriorment, va ser llançat el 2 de desembre de 2006 al Japó, el 25 de desembre als Estats Units i el 5 de gener de 2007 a les regions PAL pel Virtual Console de Wii. Com tots els jocs de NES, Super Mario Bros. costa 500 punts Wii. Es manté igual al joc original, amb els bugs, incloent el Minus World. Al seu torn, Super Mario Bros. és un dels jocs disponibles, anomenats «Clàssics», en Super Smash Bros. Brawl, videojoc per a la consola Wii llançat a inicis de 2008. En la Nintendo 3DS va ser llançat el 2012 (tot i que, un any abans, es va oferir de franc de manera limitada per als membres del programa d'ambaixadors) i per la Wii U el 2013. Aquest mateix any es va llançar NES Remix, on el joc apareix com a minijoc, i el 2014 la seva seqüela NES Remix 2 posseeix Super Luigi Bros., on el joc és protagonitzat per Luigi i està invertit d'esquerra a dreta.
Es pot trobar també la versió original en el videojoc Animal Crossing per a la consola GameCube incloent els Minus Worlds. No obstant això, l'única forma coneguda d'obrir el joc és mitjançant el Action Replay de Datel, o el Game Shark.
El joc està disponible en la Nintendo Switch per mitjà del programa de pagament Nintendo Switch Online. També es va incloure en la consola de tirada limitada Nintendo Classic Mini: Nintendo Entertainment System.

## Adaptacions

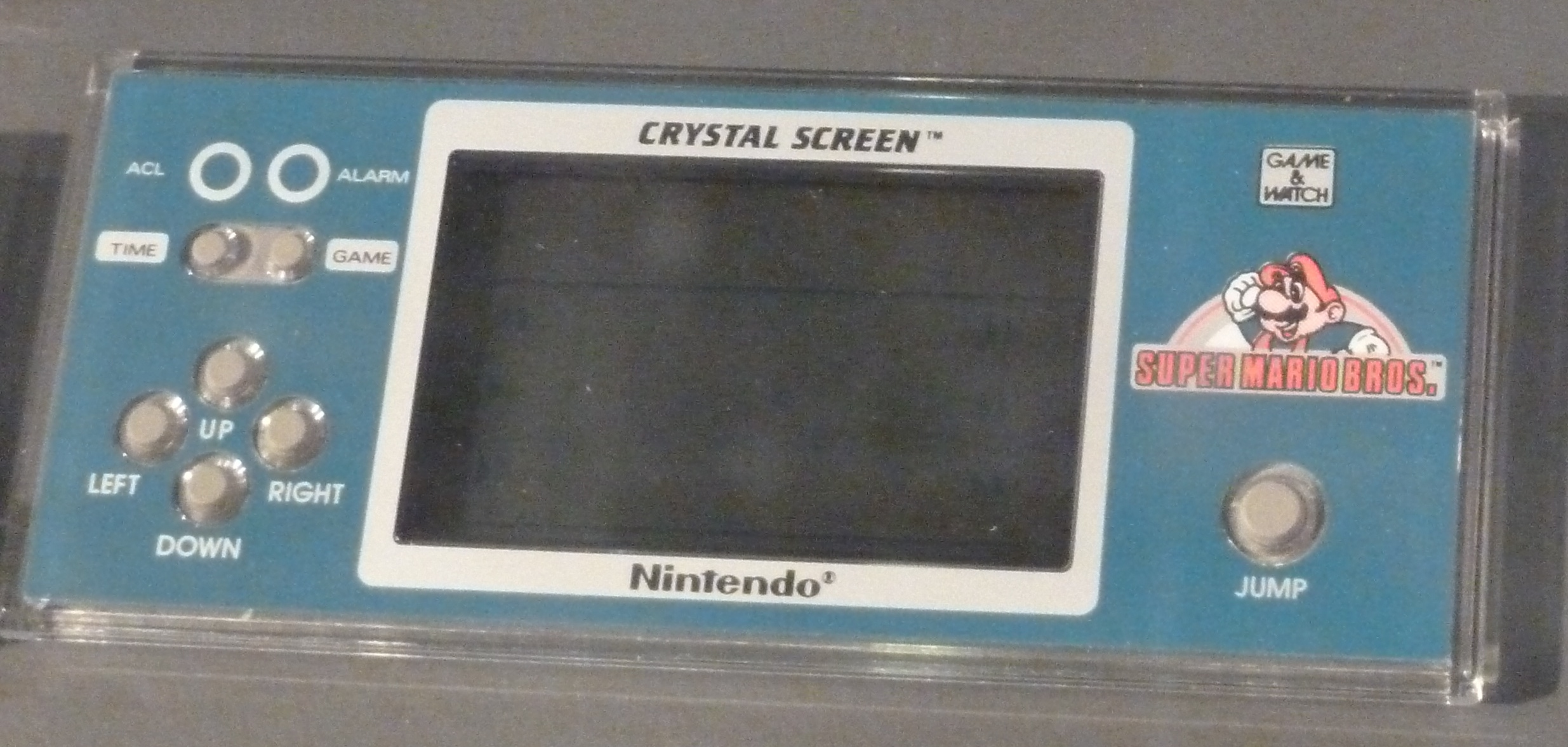
Super Mario Bros. en Game & Watch ("Crystal Screen"; YM-801)

Aquesta saga va inspirar la realització de tres sèries animades: The Super Mario Bros. Super Show! transmesa entre el 4 de setembre i el 1 de desembre de 1989; The Adventures of Super Mario Bros. 3, entre el 8 de setembre i el 1 de desembre de 1990; i Super Mario World, del 14 de setembre al 7 de desembre de 1991, sent les tres produïdes per DiC Entertainment. Entre 1989 i 1991 es van realitzar dos programes televisius: King Koopa's Kool Kartoons, només en el sud de Califòrnia, i The Super Mario Challenge en la cadena televisiva per cable The Children's Channel.
El 1993 es va estrenar una pel·lícula homònima (Super Mario Bros.) que no va tenir una bona acceptació en el públic, obtenint una recaptació menor que el pressupost. Entre 1990 i 1991, Valiant Comics va publicar una sèrie de historietes basades en el videojoc anomenada Nintendo Comics System, incloent també a altres videojocs de l'empresa.

## Seqüeles
Després de l'èxit de Super Mario Bros., Nintendo ha llançat des de mitjan anys 1980 una sèrie de seqüeles amb similar manera de joc (gènere de plataformes), entre altres canvis es van introduir millores en els dissenys. També han existit altres videojocs d'altres gèneres on apareixen els personatges de Super Mario Bros. protagonitzant-los, com deportis amb Mario Kart i Mario Golf, puzles amb Dr. Mario i Wrecking Crew, jocs de taula digitalitzats amb Mario Party, etc.
- Super Mario Bros. 2: Va haver-hi dos jocs completament diferents. El primer, conegut a Occident com Super Mario Bros.: The Lost Levels estrenat únicament al Japó el 1986, era un joc molt similar a Super Mario Bros. però amb major dificultat i amb nous elements.[87] Aquest joc seria reemplaçat als Estats Units per un nou, basant-se en el joc Doki Doki Panic –un joc de Nintendo realitzat el 1987–,[88] seria llançat a l'octubre de 1988. Aquesta nova versió donava la possibilitat d'escollir a Mario, Luigi, Toad o Peach, amb una manera de joc molt diferent al de la resta dels jocs de Mario.[89]

- Super Mario Bros. 3: El joc presenta una volta a l'estil del Super Mario Bros. després del gran canvi introduït en la versió d'occident de Super Mario Bros. 2. No obstant això, malgrat comptar amb la manera de joc clàssic, est és un joc diferent al seu predecessor, amb més nivells, puzles, enemics i zones secretes, introduïts per augmentar el nivell de dificultat. En Super Mario Bros. 3 a més del Xampinyó i la Flor de Foc, també hi ha més ítems que dona la possibilitat a Mario (o Luigi) d'obtenir altres poders. Va ser llançat el 1988 al Japó, a inicis de 1990 en Estats units, i intervinguts de 1991 a Europa.[90]

- Super Mario Land: Va ser llançat per a la consola portàtil Game Boy el 1989. A diferència d'altres lliuraments, aquí Mario ha de rescatar a la Princesa Daisy qui ha estat segrestada per un alienígena anomenat Tatanga.[91] Land 2: 6 Golden Coins, és la seqüela del títol anterior també per Game Boy, llançat el 1992, on apareix Tatanga com a cap, però sent aquesta vegada el vilà final el seu doppelgänger, Wario, que va fer el seu debut en aquest títol.[92]

- Super Mario World: Va ser el primer joc de Mario llançat per la SNES. Presenta semblances amb Super Mario Bros. 3, però amb nous dissenys. Es reemplaça l'habilitat de la fulla per una ploma, agregant-li una capa a Mario. En aquest joc, juntament amb Mario apareix per primera vegada un company, conegut com Yoshi, el dinosaure. Va ser estrenat el 1990 al Japó, 1991 als Estats Units i 1992 a Europa.[93] Va tenir una seqüela el 1995, Super Mario World 2: Yoshi's Island, sent el protagonista Yoshi.

- Super Mario 64: Primer i únic joc de plataformes de Mario en Nintendo 64. Com en versions anteriors, ha de rescatar a Peach de les arpes del Rei Koopa. En aquest joc, Mario haurà d'anar recol·lectant estels, per enfrontar-se al seu archienemigo. Per a un sol jugador, va ser llançat a mitjan 1996, sent a més el primer joc en 3D de la saga Mario.[94]

- Super Mario Sunshine: Videojoc en 3D pel Nintendo GameCube. L'escenari es trasllada a l'Illa Delfino, on Peach és segrestada per Shadow Mario, qui en realitat és el fill del Rei Koopa.[95] Est seria l'únic de la saga per a aquesta consola i va estar entre els 10 videojocs més venuts de 2002 als Estats Units.[96]

- New Super Mario Bros.: Primer joc en 2D per a la consola portàtil Nintendo DS, llançat el 2006.[97] Està basat en el joc original (Super Mario Bros.), juntament amb Super Mario Bros. 3, Super Mario World, Yoshi's Island i Super Mario 64. New Super Mario Bros. és considerat com un joc de generació 2.5D. New Super Mario Bros. Wii és la seqüela del joc anterior, però llançat per a la consola Wii a la fi de novembre de 2009.

- Super Mario Galaxy: Aquest videojoc va sortir l'any 2008 per a la consola Wii. En aquest lliurament, el Rei Koopa segresta a Peach i el seu castell, fins i tot elevant-ho cap a l'espai. Mario juntament amb Estela i els Luma, haurà d'obtenir suficients «estels de poder» per rescatar-la.[98] Aquest joc inclou una manera multijugador de manera simultània ? i cooperativa ? i és considerat per diversos crítics com un dels millors jocs de 2007.[99][100] Super Mario Galaxy 2, seqüela de l'anterior, va ser llançat a mitjan 2010 i inclou novament a Yoshi entre els personatges del videojoc.[101]

- Super Mario Galaxy 2: A causa de l'èxit obtingut en el primer lliurament, es va decidir crear una seqüela amb les idees que no es van incloure en Super Mario Galaxy i a més nivells nous.

- New Super Mario Bros. Wii: Estrenat per a la consola Wii, llançat el 2009. Adapta personatges, situacions i llocs de Mario Bros., Super Mario Bros. 2, Super Mario Bros. 3, Super Mario World i New Super Mario Bros. Es pot jugar amb Mario, Luigi i els dos Toads.

- Super Mario 3D Land: El primer Mario 3D llançat per a la consola portàtil Nintendo 3DS. És una combinació de Super Mario Galaxy i New Super Mario Bros. Wii. En aquest joc torna l'antic vestit Tanooki.

- New Super Mario Bros. 2: Joc en 2D pel Nintendo 3DS que va ser llançat a l'agost de 2012; es fa ús del Racoon Mario i el comptador del P-Wing, que són de Super Mario Bros. 3, a més hi ha enemics daurats. Es pot jugar cooperativament amb la manera streetpass de la 3DS.

- New Super Mario Bros. U: Aquest joc per Wii-U és similar als altres jocs de Mario, però és el primer joc en HD.

- New Super Luigi U: És una expansió stand-alone de New Super Mario Bros. U, llançat en commemoració del «any de Luigi». Aquest joc pot comprar-se com DLC per al joc original, o aparti com si fos un joc únic en format físic.

- Super Mario 3D World: Es tracta d'una seqüela del joc de Nintendo 3DS de 2011 per Wii U, Super Mario 3D Land. Super Mario 3D World va ser aclamat per la crítica, els qui van citar el disseny de nivells i multijugador com a aspectes destacats del joc.

- Super Mario Maker: Joc llançat per a la consola Wii U al setembre de 2015 a manera de celebrar els 30 anys de la saga; el jugador té la capacitat de dissenyar els seus propis nivells, tenint la possibilitat d'usar els gràfics de Super Mario Bros., Super Mario Bros 3., Super Mario World. i New Super Mario Bros U., a més de comptar amb la possibilitat d'escollir escenaris de joc com Regno Xampinyó, Subterranis, nivells aquàtics, Battle Ship (vaixell volador), Casa embruixada i castells. Es poden crear nivells de tot tipus, editar-los i jugar-los a la comoditat del jugador. També s'utilitza la manera de amiibo per desbloquejar vestits amb personatges de diverses franquícies de Nintendo i un xampinyó extra és l'objecte que s'usa per desbloquejar aquest tipus de vestits. Alguns dels sprites dels personatges són redissenyats o nous, ja que hi ha personatges no existents en l'època de l'original Super Mario Bros.

- Super Mario Run: El joc per a plataforma mòbil amb control tàctil va ser llançat para ioS el 15 de desembre de 2016 i el 23 de març de 2017 para Android. Es tracta d'un videojoc en el qual Mario o el personatge seleccionat, corre de forma automàtica d'esquerra a dreta, permetent d'aquesta forma controlar-ho amb una sola mà mitjançant tocs en la pantalla per realitzar salts. Manté l'estil de Super Mario Bros., amb els mateixos mons i nivells sol que amb nous gràfics i una manera diferent de controlar al personatge ja que corre automàticament.

- Super Mario Odyssey: El 19è videojoc de la sèrie que es caracteritza per la seva manera de món obert para Nintendo Switch que es va llançar el 27 d'octubre de 2017. Aquest nou lliurament posa al jugador en el rol de Mario, que viatja a través de diversos mons en la seva nau en forma de barret, la «Odyssey», en un esforç per rescatar a la Princesa Peach de Bowser, que planeja casar-se forçadament amb ella. Aquesta vegada, Bowser s'ha aliat amb nous enemics anomenats Broodal, que reemplacen als Koopalings vists en els anteriors lliuraments. Aquest videojoc té una similitud a anteriors videojocs 3D com Super Mario 64 i Super Mario Sunshine.

- New Super Mario Bros. U Deluxe: Per a la consola Nintendo Switch, remasterització de la versió per Wii U, incloent dos nous personatges jugables: Toadette i Nabbit.

## Recepció

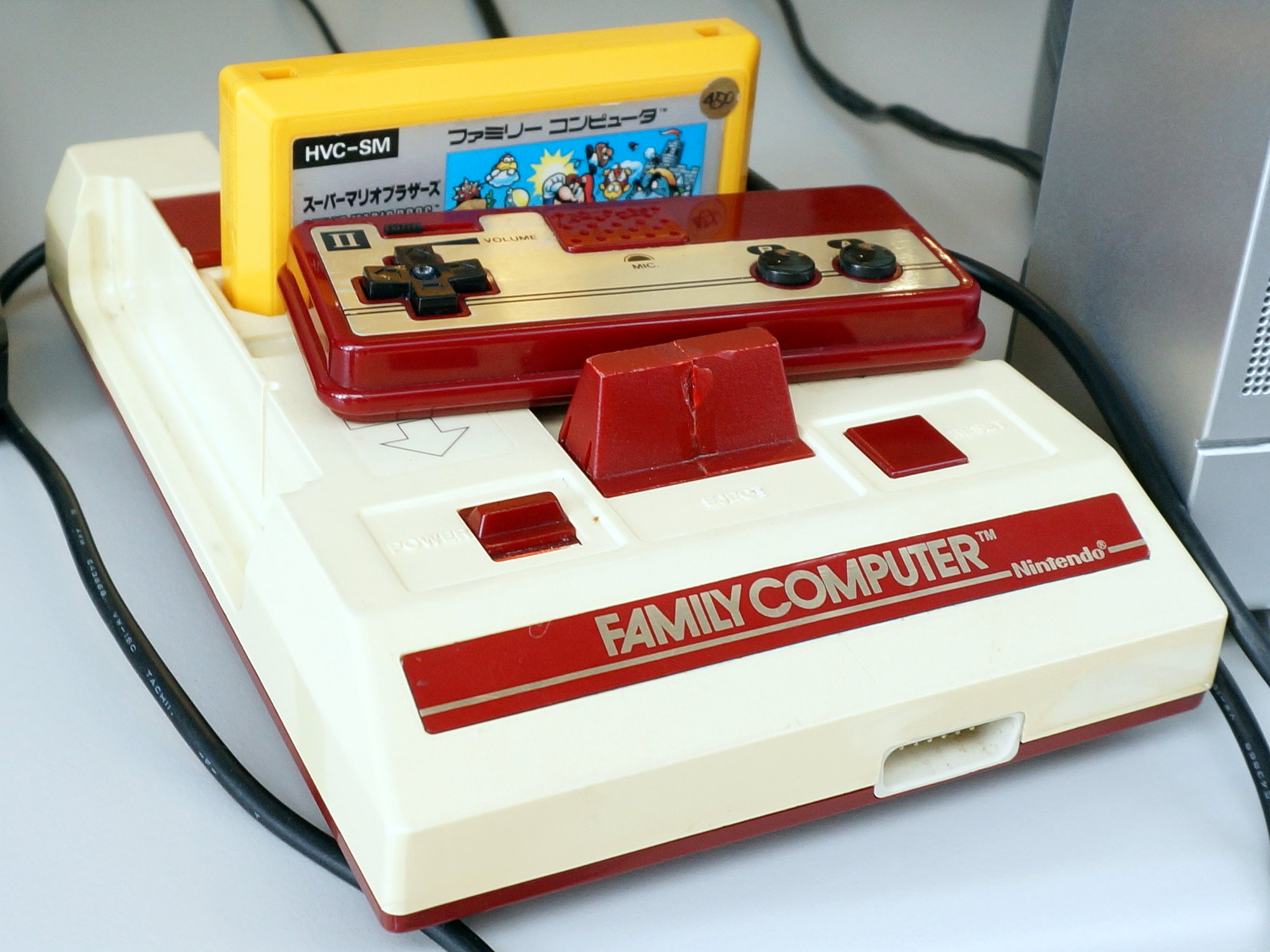
Cartutx del joc en una videoconsola Nintendo Famicom HVC-001

Super Mario Bros. va popularitzar el gènere de videojocs de plataforma, realitzant-se diversos jocs basats en aquesta premissa. Super Mario Bros. ha venut aproximadament 40 milions de còpies a nivell mundial (6,81 milions al Japó, 29,52 milions als Estats Units i 3,91 en la resta del planeta). El llibre dels Record Guinness estima que, al costat del Tetris i Pokémon (en totes les seves versions), és el joc més venut de la història.
Amb la popularitat aconseguida, Nintendo va llançar més seqüeles per NES: Super Mario Bros. 2 (modificació del joc Doki Doki Panic! para Famicom), Super Mario Bros.: The Lost Levels i Super Mario Bros. 3, obtenint similar recepció.Super Mario Bros. és encara jugat, i el gènere de plataformes és encara utilitzat, sent molt popular al voltant del món. Els videojocs de Mario són dels més populars i perdurables de tots els temps. El joc es troba primer en el rànquing de EGM, la llista dels 200 més grandiosos videojocs del seu temps i ha estat nomenat el millor joc per IGN en la seva top 100 dues vegades (2005, 2007). El 2006 el govern japonès va col·locar a Super Mario Bros. dins dels 100 mitjans artístics més representatius d'aquest país.

## Llegat
Aquest videojoc (com també molts altres) té la possibilitat d'emular-se des d'un emulador de consola, conjuntament amb el respectiu rom. Com que aquest videojoc s'ha llançat en diverses plataformes amb el pas dels anys -i a més, ha tingut un gran èxit- es pot descarregar la rom des de molts llocs web.
L'èxit de Super Mario Bros. va provocar el desenvolupament de molts successors a la sèrie de videojocs de Super Mario, que al seu torn formen el nucli de la franquícia de Mario. Dues d'aquestes seqüeles, Super Mario Bros. 2 i Super Mario Bros. 3, van ser seqüeles directes al joc i van ser llançades per la NES, experimentant nivells similars d'èxit comercial. Una seqüela diferent, també titulada Super Mario Bros. 2, va ser alliberada per a la Famicom Disk System el 1986, exclusivament al Japó, i després va ser llançat a altres llocs com a part de Super Mario All-Stars sota el nom de Super Mario Bros.: The Lost Levels. Els conceptes i elements de joc establerts a Super Mario Bros. són freqüents en gairebé tots els jocs de Super Mario. La sèrie consta de més de 15 entrades; almenys un joc de Super Mario s'ha publicat a gairebé totes les consoles de Nintendo fins a la data. Super Mario 64, una entrada a la sèrie i la primera que va tenir lloc en un entorn tridimensional, es considera àmpliament un dels millors jocs mai realitzats i se li atribueix en gran manera la revolució del gènere de plataformes dels videojocs i el seu pas del 2D al 3D. La sèrie és un dels més venuts, amb més de 310 milions de còpies de jocs venuts a tot el món fins al setembre del 2015. El 2010, Nintendo va llançar variants especials de color vermell de les consoles de joc Wii i Nintendo DSi XL reempaquetats, edicions limitades de Mario, com a part del 25è aniversari del llançament original del joc. Per celebrar el 30è aniversari de la sèrie, Nintendo va llançar el Super Mario Maker, un joc per la Wii U que permet als jugadors crear etapes de plataformes personalitzades mitjançant peces dels jocs de Super Mario i a l'estil de Super Mario Bros. juntament amb altres estils basats en diferents jocs de la sèrie.
L'èxit del joc va ajudar a empènyer a Mario com una icona cultural americana; el 1990, un estudi realitzat a l'Amèrica del Nord va suggerir que més nens dels Estats Units estaven familiaritzats amb Mario del que eren amb Mickey Mouse, un altre personatge mediàtic popular. La partitura musical del joc composta per Koji Kondo, particularment el tema del joc "overworld", també ha esdevingut un aspecte freqüent de la cultura popular, amb aquest darrer tema presentat a gairebé tots els jocs de Super Mario. Al costat de la plataforma NES en general, Super Mario Bros. se li sol acreditar haver ressuscitat la indústria dels videojocs després d'haver experimentat un crac al mercat el 1983.
Super Mario Bros. i les seves seqüeles van inspirar diversos projectes en altres mitjans; la pel·lícula d'anime de 1986 Super Mario Bros.: The Great Mission to Rescue Princess Peach! és reconegut com un dels primers llargmetratges basats directament en un videojoc. Una pel·lícula de live-action basada en el joc es va estrenar als cinemes el 1993, protagonitzada per Bob Hoskins i John Leguizamo com a Mario i Luigi, respectivament. Una sèrie de dibuixos animats estatunidenca anomenada The Super Mario Bros. Super Show! es va desenvolupar entre 1989 i 1990 i va protagonitzar el lluitador professional Lou Albano com a Mario i Danny Wells com a Luigi. Una pel·lícula d'animació basada en la sèrie creada per Illumination Entertainment actualment està en producció.
El cas del Tribunal Suprem dels Estats Units de Brown v. Entertainment Merchants Association, l'Electronic Frontier Foundation va enviar una carta amicus que donava suport a l'anul·lació d'una llei que prohibiria els videojocs violents a l'estat de Califòrnia. La carta cita la investigació social que va declarar Super Mario Bros, entre d'altres, per contenir violència de dibuixos animats similar a la que es troba en programes infantils com Mighty Mouse i el Correcamins que van obtenir una petita reacció negativa del públic.
El desenvolupador de videojocs Yuji Naka va citar el Super Mario Bros. com a gran inspiració cap al concepte de l'èxit immens del joc de 1991 de Sega Genesis, Sonic the Hedgehog; segons Naka, la idea general del joc es va materialitzar per primera vegada quan estava jugant al joc i intentant superar el primer nivell el més ràpidament possible, i va pensar en el concepte d'un joc de plataformes basat en moure’s el més ràpidament possible.
Super Mario Bros. ha servit d'inspiració per a diversos fangames. El 2009, el desenvolupador SwingSwing va llançar Tuper Tario Tros, un joc que combina elements de Super Mario Bros. amb Tetris. Super Mario Bros. Crossover, un fangame de PC desenvolupat per Jay Pavlina i llançat el 2010 com un joc gratuït basat en navegadors, és una recreació completa de Super Mario Bros. que permet al jugador controlar de forma alternativa diversos personatges dels jocs de Nintendo, incloent Mega Man, Link de The Legend of Zelda, Samus de Metroid, i Simon Belmont de Castlevania. Mari0, va ser llançat el desembre de 2012, combina elements del joc amb Portal (2007) donant-li a Mario una pistola de fabricació de portals amb la qual teletransportar-se a través del nivell, i Full Screen Mario (2013) afegeix un editor de nivells. El 2015, el dissenyador de jocs Josh Millard va publicar Ennuigi, un fangame metafictici amb comentaris sobre el joc original, que es relaciona amb la incapacitat de Luigi d'acord amb la manca general de narrativa del joc. Super Mario Bros. és substancial als eSports d'speedrun, amb cobertura més enllà dels videojocs i una versió específica pel Guinness World Records.

### Manual d'instruccions
1. ↑  Manual d'instruccions, pàgina 7.
2. ↑  Manual d'instruccions, pàgina 12.
3. ↑  Manual d'instruccions, pàgina 11.
4. ↑  Manual d'instruccions, pàgina 19.
5. ↑  Manual d'instruccions, pàgina 14.
6. ↑  Manual d'instruccions, pàgina 12.
7. ↑  Manual d'instruccions, pàgina 10.
8. ↑  Manual d'instruccions, pàgina 8.
9. ↑  Manual d'instruccions, pàgina 10.
10. ↑  Manual d'instruccions, pàgina 7.
11. ↑  Manual d'instruccions, pàgina 16.
12. ↑  Manual d'instruccions, pàgina 9.
13. ↑  Manual d'instruccions, pàgina 9.

### Llocs web i publicacions
1. ↑   «1». A: Ferrán González. Sobre Mario: de fontanero a leyenda: 1981-1996 (en espanyol).  Star-t Magazine Books, 2018, p. 98. ISBN 978-8409013074 [Consulta: 23 juny 2018].
2. 1 2  Record Guinness. «Best-Selling Video Games» (en anglès). [Consulta: 23 abril 2008].
3. ↑  Ylenia Álvarez. «Shigeru Miyamoto: "Super Mario Bros nació en un tren cuando era pequeño"» p. 1.   la información, 02-11-2012. [Consulta: 28 octubre 2012].
4. ↑  Zaragoza inaugura la avenida Super Mario Bros
5. ↑  «https://twitter.com/PrCeTrencada/status/1636790864608473088?s=20». [Consulta: 11 agost 2023].
6. 1 2  The Mushroom Kingdom. «History of Mario» (en anglès). [Consulta: 23 abril 2008].
7. ↑  The Mushroom Kingdom. «Donkey Kong: Overview» (en anglès). [Consulta: 23 abril 2008].
8. ↑  IGN. «The History of Super Mario Bros.» (en anglès). Arxivat de l'original el 2008-07-23. [Consulta: 18 juliol 2008].
9. 1 2 3   Super Mario Bros. Instruction Booklet.  USA: Nintendo of America, 1985 [Consulta: 4 juliol 2017].
10. ↑  The Mushroom Kingdom. «Super mario bros.: Overview» (en anglès). [Consulta: 23 abril 2008].
11. ↑  «Using the D-pad to Jump». Iwata Asks: Super Mario Bros. 25th Anniversary Vol. 5: Original Super Mario Developers.  Nintendo of America, 01-02-2011. Arxivat de l'original el 3 febrer 2011. [Consulta: 1r febrer 2011].
12. 1 2 3 4  Gifford, Kevin. «Super Mario Bros.' 25th: Miyamoto Reveals All». Arxivat de l'original el 5 gener 2015. [Consulta: 24 octubre 2010].
13. 1 2 3 4 5 6 7  «Iwata Asks- Super Mario Bros. 25th Anniversary (3. The Grand Culmination)».  Nintendo of America. [Consulta: 15 març 2018].
14. 1 2 3 4  «Super Mario Bros. and Super Mario Bros. 3 developer interviews- NES Classic Edition».  Nintendo of America. Arxivat de l'original el 1 desembre 2017. [Consulta: 18 novembre 2017].
15. 1 2  Birch, Nathan. «20 Fascinating Facts You Might Not Know about ‘Super Mario Bros.’».  Uproxx, 24-04-2014. [Consulta: 15 març 2018].
16. 1 2  «Keeping It Simple». Iwata Asks: Super Mario Bros. 25th Anniversary.   Nintendo. Arxivat de l'original el 29 juny 2012. [Consulta: 25 octubre 2010].
17. ↑  Satoru Iwata. «Iwata Asks: New Super Mario Bros (Volume 2- It Started With a Square Object Moving)», 2009. Arxivat de l'original el 15 desembre 2009. [Consulta: 25 octubre 2017].
18. ↑  Gantayat, Anoop. «Super Mario Bros. Originally Had Beam Guns and Rocket Packs», 25-10-2010. Arxivat de l'original el 26 gener 2014. [Consulta: 24 gener 2014].
19. ↑  ; Claiborn, Samuel«The Mario You Never Knew». IGN. Arxivat de l'original el 25 desembre 2010. [Consulta: 27 març 2011].
20. ↑  «Iwata Asks Volume 8- Flipnote Studios-An Animation Class 4.My First Project: Draw a Rug».  Nintendo of Europe. Arxivat de l'original el 2012-05-25.2009-08-11
21. ↑  O'Donnell, Casey. «This Is Not A Software Industry». A: The Video Game Industry: Formation, Present State, and Future.  Routledge, 2012.
22. ↑  «Letting Everyone Know It Was A Good Mushroom». Iwata Asks: New Super Mario Bros Wii.   Nintendo. Arxivat de l'original el 27 setembre 2016. [Consulta: 5 desembre 2012].
23. 1 2  DeMaria, Rusel; Wilson, Johnny L. High Score!: The Illustrated History of Electronic Games.  Emeryville, California: McGraw-Hill/Osborne, 2004. ISBN 0-07-223172-6.
24. ↑  «Iwata Asks- New Super Mario Bros. Wii (Volume 6: Applying A Single Idea To Both Land And Sky)».  Nintendo of America. Arxivat de l'original el 27 setembre 2016. [Consulta: 15 març 2018].
25. ↑  Parish, Jeremy. «Learning Through Level Design with Mario», 2012. Arxivat de l'original el 2017-03-14. [Consulta: 18 novembre 2019].
26. ↑  Robinson, Martin. «Video: Miyamoto on how Nintendo made Mario's most iconic level», 07-09-2015. Arxivat de l'original el 21 març 2016.
27. ↑  Kerr, Chris. «How Miyamoto built Super Mario Bros.' legendary World 1-1», 08-09-2015. Arxivat de l'original el 5 març 2016.
28. ↑  Wired.com. «Console Portraits: A 40-Year Pictorial History of Gaming» (en anglès). Arxivat de l'original el 20 d'octubre de 2008. [Consulta: 23 abril 2008].
29. ↑  [Enllaç no actiu]
30. ↑  Arcade Flyer Archive. «Videojoc: Donkey Kong, Nintendo» (en anglès). [Consulta: 23 abril 2008].
31. ↑  Yahoo Videos. «The Top 10 Best-Selling Game Franchises» (en anglès). [Consulta: 23 abril 2008].
32. ↑  The Mushroom Kingdom. «Historia de Mario» (en anglès). [Consulta: 5 juliol 2008].
33. 1 2  IGN. «The History of Super Mario Bros.: Might As Well Jump» (en anglès). Arxivat de l'original el 2008-07-23. [Consulta: 18 juliol 2008].
34. ↑  Fake Bowser - Super Mario Wiki, the Mario encyclopedia
35. ↑  Unmasking The Fake Bowsers in Super Mario Bros, Bowser Boss Fights, Nintendo NES, Gameplay Spoilers
36. ↑  The Mushroom Kingdom. «TMK: Mariopedia: L» (en anglès). [Consulta: 23 abril 2008].
37. ↑  Manual d'instruccions, pàgina 10.
38. 1 2 3  «Super Mario Bros.» (en anglès). [Consulta: 27 agost 2019].
39. 1 2  The Mushroom Kingdom. «Complete guide: The Bad» (en anglès). [Consulta: 23 abril 2008].
40. ↑  The Mushroom Kingdom. «Complete guide: The Good» (en anglès). [Consulta: 23 abril 2008].
41. ↑  The Mushroom Kingdom. «Cheats & Codes: Super Mario Bros.» (en anglès). [Consulta: 23 abril 2008].
42. ↑  Game FAQs. «Super Mario Bros.: Bowser - The King of the Koopa» (en anglès). [Consulta: 8 juliol 2008].
43. 1 2 3 4  The Mushroom Kingdom. «Hard Mode» (en anglès). [Consulta: 23 abril 2008].
44. ↑  The Mushroom Kingdom. «Koji Kondo» (en anglès). [Consulta: 23 abril 2008].
45. ↑  The Mushroom Kingdom. «Super Mario Bros. MIDI's» (en anglès). [Consulta: 23 abril 2008].
46. ↑  Ashton, Daniel; Newman, James «Slow Play Strategies: Digital Games Walkthroughs and the Perpetual Upgrade Economy». Transformations Journal, 2011. Arxivat de l'original el 15 març 2018 [Consulta: 14 març 2018].
47. ↑  The Mushroom Kingdom. «Super Mario Brothers bugs and glitches» (en anglès). [Consulta: 23 abril 2008].
48. 1 2 3 4  Kotaku.com. «Japanese Famicom SMB Minus World» (en anglès). Arxivat de l'original el 4 de gener de 2013. [Consulta: 23 abril 2008].
49. 1 2  Kyle Orland. «30 years, 30 memorable facts about Super Mario Bros.». Arxivat de l'original el 14 setembre 2015. [Consulta: 15 setembre 2015].
50. ↑  «The Secret Minus World». Arxivat de l'original el 24 gener 2018. [Consulta: 14 març 2018]. «American gamers eager for more Mario stuff went bonkers when the above trick got out. Of course, since both the Japanese and American versions of the game are the same, this trick exists in the Japanese version too, and Japanese gamers got a kick out of it, of course. But while American gamers were freaking out about a measly single level that goes on forever, Japanese gamers were going crazy about something much more: a trick to reach 256 different levels!»
51. ↑  Gilbert, Ben. «Here's how to unlock hundreds of secret 'Super Mario Bros.' levels hidden on the cartridge».  Business Insider, 29-01-2017. Arxivat de l'original el 3 de gener 2023. [Consulta: 14 març 2018].
52. 1 2  , <https://www.ign.com/wikis/super-mario-bros/nes_cheats> Arxivat 2019-08-27 a Wayback Machine. «Còpia arxivada». Arxivat de l'original el 2019-08-27. [Consulta: 14 març 2023].
53. ↑  The Edge. «Super Mario Brothers Game & Watch» (en anglès). Arxivat de l'original el 3 d'octubre de 2008. [Consulta: 23 abril 2008].
54. ↑  «STADLBAUER NINTENDO MINI CLASSICS» (en anglès). Arxivat de l'original el 2016-11-16. [Consulta: 5 novembre 2019].
55. ↑  Gilliam, Ryan. «Mario gets a new Game & Watch for his 35th anniversary». Polygon.  Vox Media, 03-09-2020. Arxivat de l'original el April 17, 2021. [Consulta: 4 setembre 2020].
56. ↑  The Mushroom Kingdom. «TMK From Japanese To English: Super Mario Bros.» (en anglès). [Consulta: 23 abril 2008].
57. ↑  Arcade Flyers Archive. «Vs. Mario's Adventure» (en anglès). [Consulta: 23 abril 2008].
58. ↑  The Mushroom Kingdom. «Vs. Super Mario Bros.» (en anglès). [Consulta: 23 abril 2008].
59. ↑  Everything to. «Vs. Super Mario Bros.» (en anglès). [Consulta: 23 abril 2008].
60. ↑  Killer List of Video Games. «Vs. Super Mario Bros. - Klov» (en anglès). [Consulta: 23 abril 2008].
61. ↑  Game Espot. «Vs. Super Mario Bros.» (en anglès). [Consulta: 24 desembre 2009].
62. ↑  «Arcade Archives VS. SUPER MARIO BROS.». Nintendo.co.uk. [Consulta: 26 desembre 2017].
63. ↑  Whitehead, Thomas. «VS. Super Mario Bros. Arcade Archives Release Set for Festive Arrival on Switch». Nintendo Life.   Nlife Media, 17-11-2017. Arxivat de l'original el December 26, 2017. [Consulta: 26 desembre 2017].
64. ↑  The Mushroom Kingdom. «All Night Nippon Super Mario Bros.» (en anglès). [Consulta: 23 abril 2008].
65. ↑  Orland, Kyle. «30 years, 30 memorable facts about Super Mario Bros.». Ars Technica, 14-09-2015. Arxivat de l'original el April 4, 2017. [Consulta: 10 abril 2017].
66. ↑  Gamespot.com. «SNES: Super Mario All-Stars» (en anglès). Arxivat de l'original el 2012-07-02. [Consulta: 23 abril 2008].
67. ↑  The Mushroom Kingdom. «Super Mario All-Stars» (en anglès). [Consulta: 23 abril 2008].
68. ↑  Gamespot.com. «Game Boy Colour: Super Mario Bros. Deluxe».   GameSpot. Arxivat de l'original el 2020-04-13. [Consulta: 23 abril 2008].
69. ↑  The Mushroom Kingdom. «Super Mario Bros. DX Manual» (en anglès). [Consulta: 23 abril 2008].
70. ↑  Doolan, Liam. «Reports About Super Mario Bros. 35 Being A "Rip Off" Of Last Year's Fan-Made Battle Royale Simply "Not True"». Nintendo Life, 02-10-2020. Arxivat de l'original el October 2, 2020. [Consulta: 2 octubre 2020].
71. 1 2  Cifaldi, Frank. «Sad But True: We Can't Prove When Super Mario Bros. Came Out», 28-03-2012. [Consulta: 9 juliol 2019].
72. ↑   «Macy's advertisement». New York Times, 17-11-1985, p. A29.
73. ↑  «111.4908: Super Mario Bros. / Duck Hunt». Arxivat de l'original el 1 març 2018. [Consulta: 14 març 2018].
74. ↑  Birch, Nathan. «How To Shoot The Dog And Other Facts You Probably Don't Know About ‘Duck Hunt’».  Uproxx, 03-10-2014. Arxivat de l'original el 28 febrer 2018. [Consulta: 14 març 2018].
75. ↑  Tognotti, Chris. «Vintage, still-wrapped Super Mario Bros. NES cartridge sells for $30,000».  The Daily Dot, 30-07-2017. Arxivat de l'original el 28 febrer 2018. [Consulta: 14 març 2018].
76. ↑  «108.5270: Super Mario Bros. / Duck Hunt / World Class Track Meet». Arxivat de l'original el 28 febrer 2018. [Consulta: 14 març 2018].
77. ↑   Duck Hunt/Super Mario Bros. instruction booklet.  USA: Nintendo, 1988. NES-MH-USA.
78. ↑  Gamespot.com. «ChartSpot: June 2004» (en anglès). Arxivat de l'original el 29 de setembre de 2007. [Consulta: 23 abril 2008].
79. ↑  Gamasutra. «Japanese Sales Charts, Week Ending October 2» (en anglès). [Consulta: 23 abril 2008].
80. ↑  Virtual Console Reviews. «Super Mario Bros.» (en anglès). Arxivat de l'original el 19 de juliol de 2008. [Consulta: 23 abril 2008].
81. ↑  Smash Bros. DOJO!!. «Clàssics». [Consulta: 22 juliol 2013].
82. ↑  «Super Mario Bros.» (en és-és). [Consulta: 27 agost 2019].
83. ↑  The Mushroom Kingdom. «Animal Crossing: Cameo appearances» (en anglès). [Consulta: 24 juny 2008].
84. ↑  DiC Entertainment. «Shows produced» (en anglès). Arxivat de l'original el 23 de maig de 2008. [Consulta: 6 juliol 2008].
85. ↑  Box Office Mullo. «Super Mario Bros. (1993)» (en anglès). [Consulta: 6 juliol 2008].
86. ↑  Valiant Comics. «Nintendo Comics System, Comic Cover Library and Database» (en anglès). Arxivat de l'original el 2006-10-26. [Consulta: 6 juliol 2008].
87. ↑  The Mushroom Kingdom. «Super Mario Bros. 2» (en anglès). [Consulta: 30 maig 2008].
88. ↑  The Mushroom Kingdom. «Super Mario Bros. 2: Comparison between this game & Doki Doki Panic» (en anglès). [Consulta: 30 maig 2008].
89. ↑  The Mushroom Kingdom. «Super Mario Bros. 2: American version» (en anglès). [Consulta: 30 maig 2008].
90. ↑  The Mushroom Kingdom. «Super Mario Bros. 3» (en anglès). [Consulta: 30 maig 2008].
91. ↑  The Mushroom Kingdom. «Super Mario Land» (en anglès). [Consulta: 30 maig 2008].
92. ↑  The Mushroom Kingdom. «Super Mario Land 2: 6 Golden Coins» (en anglès). [Consulta: 30 maig 2008].
93. ↑  The Mushroom Kingdom. «Super Mario World» (en anglès). [Consulta: 30 maig 2008].
94. ↑  The Mushroom Kingdom. «Super Mario 64» (en anglès). [Consulta: 30 maig 2008].
95. ↑  The Mushroom Kingdom. «Super Mario Sunshine» (en anglès). [Consulta: 30 maig 2008].
96. ↑  NPD Group. «The NPD Group Reports Annual 2002 O.S. Video Game Sales Break Record» (en anglès). Arxivat de l'original el 2008-04-13. [Consulta: 25 juliol 2008].
97. ↑  The Mushroom Kingdom. «New Super Mario Bros.» (en anglès). [Consulta: 30 maig 2008].
98. ↑  The Mushroom Kingdom. «Super Mario Galaxy» (en anglès). [Consulta: 30 maig 2008].
99. 1 2  Casamassina, Matt. «Super Mario Galaxy: el millor joc de plataforma de Nintendo mai fet?» (en anglès).   IGN. Arxivat de l'original el 2012-04-07. [Consulta: 21 juliol 2008].
100. ↑  Navarro, Alex. «Super Mario Galaxy Review» (en anglès).  GameSpot. Arxivat de l'original el 25 de juliol de 2008. [Consulta: 23 juliol 2008].
101. ↑  The Mushroom Kingdom. «Super Mario Galaxy 2» (en anglès). [Consulta: 11 octubre 2010].
102. ↑  Smith, Geoffrey Douglas. «Super Mario Bros – Review».  Allgame. Arxivat de l'original el 14 de novembre de 2014. [Consulta: 3 novembre 2017].
103. ↑  Gerstmann, Jeff. «Super Mario Bros Review».  GameSpot. Arxivat de l'original el 26 de març de 2013. [Consulta: 3 novembre 2017].
104. ↑  1up.com. «The Greatest 200 Videogames of Their Time» (en anglès). Arxivat de l'original el 2012-06-29. [Consulta: 23 abril 2008].
105. ↑  El Comercio.com.pe. «Mario Bros. a la caça de les noves generacions». [Consulta: 21 juliol 2008].
106. ↑  Game Espot. «NES Super Mario Bros. Review» (en anglès). [Consulta: 21 juliol 2008].
107. ↑  Electronic Gaming Monthly. «Els 200 més grandiosos videojocs del seu temps» (en anglès). Arxivat de l'original el 2012-06-29. [Consulta: 24 juny 2008].
108. ↑  IGN. «IGN: Top 100 de jocs» (en anglès). Arxivat de l'original el 11 de maig de 2015. [Consulta: 24 juny 2008].
109. ↑  Game Espot. «Japan honors NES, PS2, Mario» (en anglès). [Consulta: 6 juliol 2008].
110. ↑  Festival d'art del Japó. «日本のメディア芸術100選» (en japonès). Arxivat de l'original el 11 de juny de 2008. [Consulta: 6 juliol 2008].
111. ↑  Morris, Chris. «Happy 30th birthday, 'Super Mario Bros.'!». Yahoo! Tech.  Yahoo!, 13-09-2015. Arxivat de l'original el 31 maig 2016. [Consulta: 15 maig 2016].
112. ↑  Fletcher, JC. «Red Wii and DSi XL bundles, Wii Remote Plus, and FlingSmash in North America Nov. 7». Wired, 21-10-2010. Arxivat de l'original el 28 agost 2017. [Consulta: 6 febrer 2018].
113. ↑  «Archived copy». Arxivat de l'original el 21 febrer 2018. [Consulta: 20 febrer 2018].
114. ↑  Coates, James «How Mario Conquered America». The Chicago Tribune, 18-05-1993. Arxivat de l'original el 23 novembre 2015 [Consulta: 7 febrer 2018].
115. ↑  «Archived copy». Arxivat de l'original el 8 febrer 2018. [Consulta: 7 febrer 2018].
116. ↑  «IGN's Top 100 Games». ign.com. Arxivat de l'original el 11 maig 2015. [Consulta: 13 febrer 2018].
117. ↑   Guinness Book of World Records 2015: Gamer's Edition.  Guinness World Records, 14 novembre 2014, p. 179. ISBN 1908843667.
118. ↑  «Archived copy». Arxivat de l'original el 21 febrer 2018. [Consulta: 20 febrer 2018].
119. ↑  Hoffman, Gene. «How the Wrong Decision in Schwarzenegger v. EMA Could Cripple Video Game Innovation». Xconomy.com, 27-09-2010. Arxivat de l'original el 30 setembre 2010. [Consulta: 27 setembre 2010].
120. ↑  Schwarzenegger, Arnold. «Brief of the Progress & Freedom Foundation and the Electronic Frontier Foundation as Amici Curiae in Support of Respondents», 01-09-2010. Arxivat de l'original el 9 octubre 2010. [Consulta: 5 octubre 2010].
121. ↑  McWhertor, Michael. «Tuper Tario Tros. Puts A Little Tetris In Your Mushroom Kingdom».  Kotaku, 29-12-2009. Arxivat de l'original el 1 febrer 2014. [Consulta: 20 gener 2014].
122. ↑  Donlan, Chris. «Tuper Tario Tros.». Edge, 02-09-2011. Arxivat de l'original el 28 març 2012. [Consulta: 20 gener 2014].
123. ↑  «GR Pick: Super Mario Bros. Crossover Game», 29-04-2010.
124. ↑  McWhertor, Michael. «Mari0 Is What Happens When Mario Gets a Portal Gun».
125. ↑  «Full Screen Mario Web Game Closed Down Following Nintendo's Copyright Complaint», 11-11-2013. [Consulta: 10 octubre 2018].
126. ↑  «One of the Mario Bros. has an existential crisis in the new game Ennuigi». The A.V. Club.   The Onion, 06-08-2015. Arxivat de l'original el 31 agost 2016. [Consulta: 31 agost 2016].
127. ↑  «Uh Oh, Luigi Read Some Derrida and Now He's 'Ennuigi'». Motherboard.  Vice, 17-08-2015. Arxivat de l'original el 10 octubre 2016. [Consulta: 31 agost 2016].
128. ↑  «'Ennuigi': Nintendo for pretentious existentialists». Dangerous Minds, 06-08-2015. Arxivat de l'original el 3 setembre 2016. [Consulta: 31 agost 2016].
129. ↑  «In Ennuigi you play a depressed, chain-smoking Luigi who's lost all hope». PC Gamer.  Future plc, 29-08-2016. Arxivat de l'original el 1 setembre 2016. [Consulta: 31 agost 2016].
130. ↑  «It's Been A Spectacular Few Days For Mario Speedrunning» (en anglès americà). [Consulta: 4 desembre 2019].
131. ↑  Good, Owen S. «Speedrunner breaks major Super Mario Bros. record» (en anglès), 15-08-2019. [Consulta: 4 desembre 2019].
132. 1 2  Beck, Kellen. «Speedrunner beats 'Super Mario Bros.' in unbelievable time» (en anglès). [Consulta: 4 desembre 2019].
133. ↑  «Speedrunner sets new Super Mario Bros. warpless record» (en anglès americà). [Consulta: 4 desembre 2019].
134. ↑  «Watch this Super Mario Bros. gamer beat his own speedrun record - again» (en anglès britànic), 30-10-2017. [Consulta: 4 desembre 2019].